# Gastropoda
I gasteropodi (Gastropoda Cuvier, 1797) sono la classe di molluschi viventi che ha avuto, dove si consideri il numero di specie esistenti e la varietà di nicchie ecologiche occupate, il maggior successo evolutivo, soprattutto grazie ad adattamenti anatomici che sono molto diversi da quelli dei Monoplacofori dai quali si sono presumibilmente originati.
Comprendono chiocciole, lumache e numerosi animali marini che sono noti soprattutto per le loro conchiglie (anche se un gran numero di essi, tra cui la totalità dei nudibranchi, ne è privo).

## Etimologia
La parola gasteropode deriva dal greco γαστήρ (gastḗr) = stomaco e πούς (poús) = piede, a indicare animali che si spostano strisciando sul proprio stomaco, come era inizialmente ritenuto.
Precedentemente erano anche indicati col nome di univalvi, per differenziarli dai bivalvi.

## Descrizione
La modificazione più appariscente rispetto ai molluschi ancestrali consiste in una rotazione (nota come 'torsione dei visceri') del sacco dei visceri e della cavità palleale attorno ad un asse verticale ed un suo avvolgimento a spirale (asse detto columella), che coinvolge anche la conchiglia. I Gasteropodi hanno quindi perduto la simmetria bilaterale. Questo fenomeno, classificato come incidente evolutivo, cioè come un'anomalia nello sviluppo di larve che è stata selezionata positivamente dalla selezione naturale, ha comportato numerosi vantaggi tra i quali l'apertura anteriore (non più posteriore) della cavità palleale e conseguente ottimizzazione della ossigenazione di questa visto che l'acqua non doveva essere condotta attivamente da cellule ciliate, ma veniva introdotta durante la semplice locomozione dell'animale. Inoltre, insieme alla chiastoneuria, torsione a 180° del sistema nervoso con la produzione di una forma ad x, la torsione ha permesso l'occupazione di uno stadio volumetrico minore e di compattare le dimensioni. Grazie a questo i Gasteropodi possono ritirarsi nella conchiglia, divenendo maggiormente difesi dalla predazione. Il compattamento delle dimensioni permette la stabilizzazione del baricentro mentre l'animale si muove all'interno della colonna d'acqua.

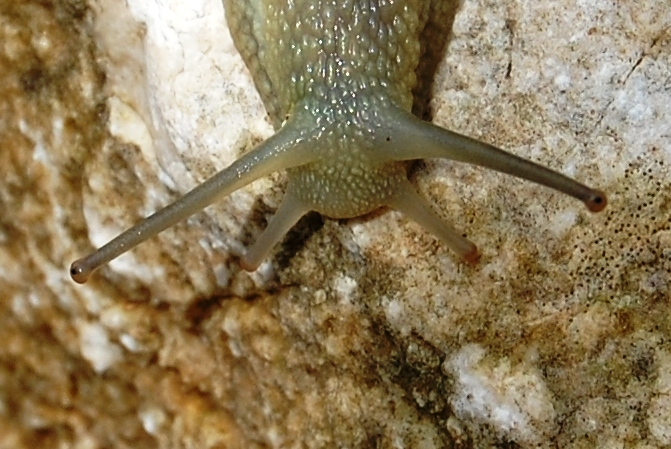
In questo primo piano di Erctella mazzullii sono ben visibili le due paia di appendici cefaliche o "antenne".

La conchiglia può essere opercolata grazie a membrane coriacee che vengono prodotte per proteggere il piede.
Il piede e il capo sono evidenti e sul capo sono presenti appendici cefaliche retrattili, dette "antenne", con funzioni tattili e/o visive.
I gasteropodi marini, quasi tutti bentonici, possono avere una massa anche di alcuni chilogrammi.
Quelli terrestri hanno evoluto un polmone nella cavità del mantello che si chiama perciò sacco polmonare; sono in ogni caso relegati ad ambienti umidi. Sia le specie acquatiche, sia quelle terrestri che hanno perso la conchiglia possono essere rivestite da un ispessimento membranoso chiamato clipeo.

## Biologia

### Alimentazione
La maggior parte dei gasteropodi sono fitofagi; specie fitofaghe si trovano sia tra i cenogasteropodi (per esempio i Littorinidi) che tra gli eterobranchi (la gran parte degli eupolmonati, diversi sacoglossi come Berthelinia spp. o Elysia spp.). Molte specie usano la radula per staccare le alghe incrostanti dal substrato, altre brucano alghe erette, alcune (p.es Haliotis spp.) salgono sulle alghe con il piede e le rompono in pezzi.

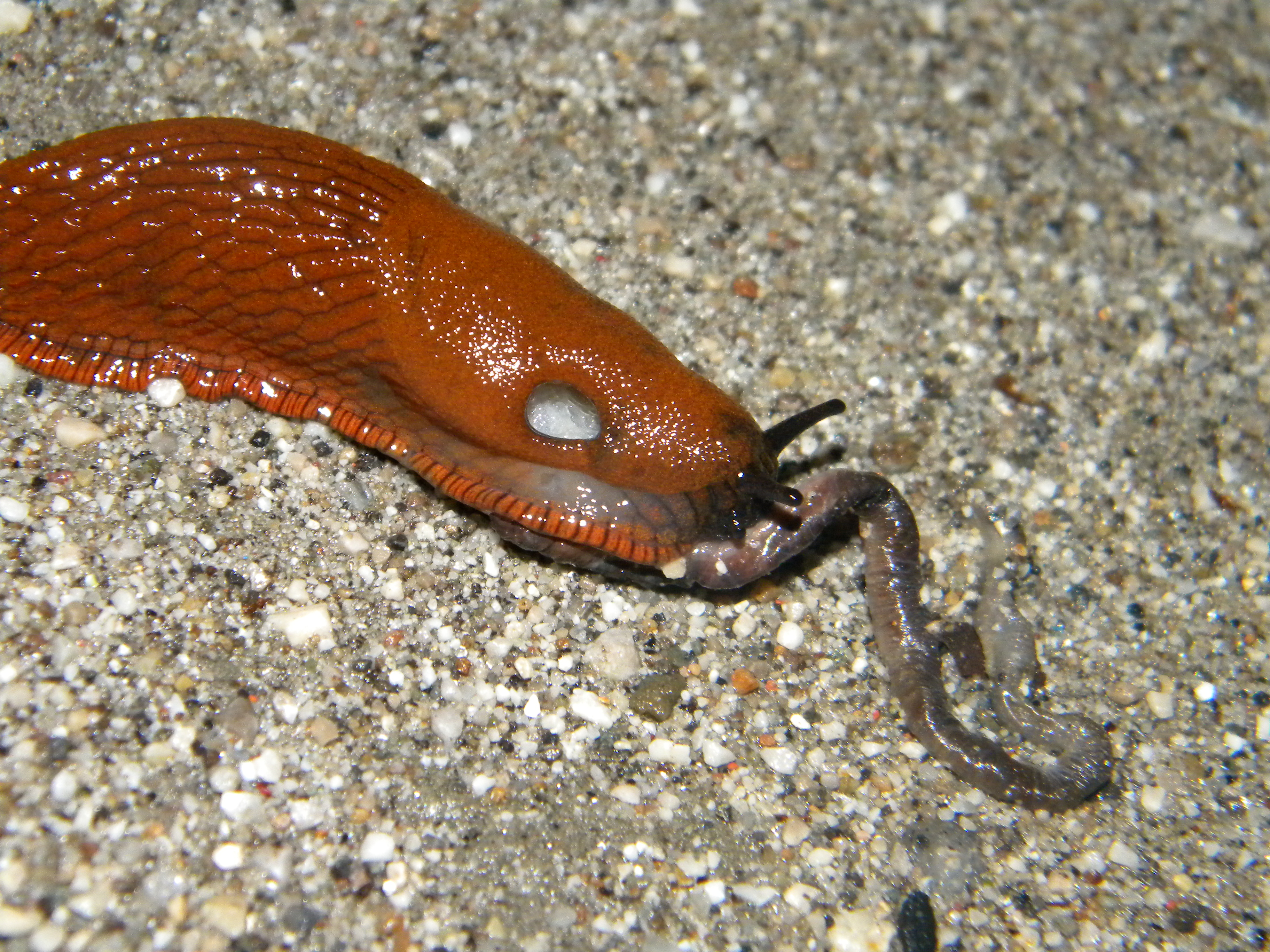
Arion rufus che preda un lombrico

Esistono anche molte specie carnivore. Alcune specie lacerano le prede (in genere bivalvi, altri gasteropodi, ricci, stelle di mare, policheti ma anche crostacei e pesci) utilizzando i denti della radula. Alcune specie (ad esempio i Conidi o i Turridi) si nutrono di prede che arpionano e avvelenano con i denti radulari. Altre come per esempio Tonna spp., Phalium spp., Cymatium spp., si infossano nella sabbia per raggiungere le prede e le narcotizzano con secrezioni salivari contenenti acido solforico. Altre ancora come Murex spp., Urosalpinx spp. o Natica spp. possiedono una sorta di proboscide estensibile, che utilizzano per perforare la conchiglia di patelle, balani e bivalvi, dei quali mangiano i tessuti molli. Alcune specie come Cassis usano la radula per incidere la teca calcarea dei ricci di mare.
Alcune specie sono detritivore cioè si nutrono di particelle di materia organica; tra di essi alcuni cenogasteropodi come Nassarius spp. e Tritia spp., e molte specie di chiocciole, tra cui Cerithium spp., Cerithidea spp., Batillaria spp.. Alcune specie come quelle dei generi Strombus e Aporrhais aspirano detriti servendosi di un grande sifone mobile, con cui setacciano il fondale.
Alcuni gasteropodi sono filtratori che si nutrono di particelle sospese di plancton. Un metodo di filtrazione è quello adottato da alcun littorinimorfi (Crepidula spp.) che usano le ciglia delle branchie per filtrare la corrente d'acqua e convogliare le particelle alimentari. Molti gasteropodi vermiformi (p.es. Turitellidae e Vermetidae) usano le branchie come superficie di raccolta del cibo. Alcune specie di farfalle di mare secernono una rete di muco, che ricopre i parapodi sulle cavità del mantello, permettendogli di catturare piccoli organismi planctonici.
Esistono poi alcune specie che sono parassite di altri organismi. La maggior parte di esse sono piccoli ectoparassiti, come p.es. il piramidellide Brachystoma, che si nutre del sangue di bivalvi e policheti,  o l'eulimide Stilifer, che possiede una robusta proboscide che spinge all'interno della cavità del corpo dell'ospite (stelle di mare), ma alcune hanno sviluppato abitudini endoparassite come Entochonca  (Eulimidae)  che vive nel celoma periviscerale delle oloturie.

### Riproduzione
Tra le specie marine ve ne sono parecchie gonocoriche, i Polmonati invece sono ermafroditi insufficienti.
Lo stadio larvale è caratterizzato da una larva pseudo-trocofora chiamata veliger che si presenta planctotrofica, cioè in grado di procacciarsi attivamente del cibo (maggiormente plancton) poiché schiude da un uovo non lecitotrofico cioè scarsamente caratterizzato da materiale di riserva. Nelle forme terrestri è inoltre scomparsa la forma larvale: dall'uovo emerge una forma giovanile simile all'adulto.

## Tassonomia

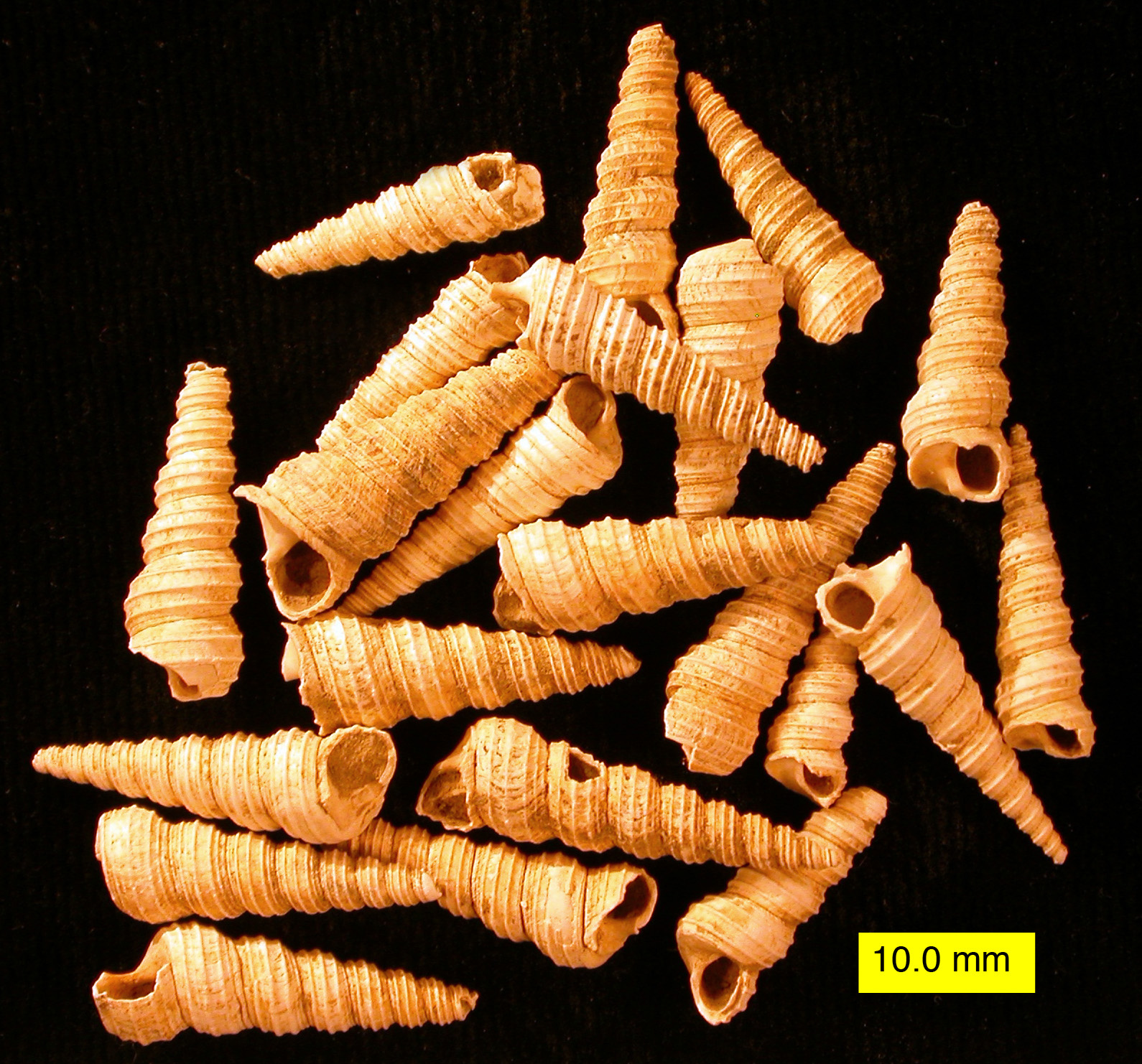
Turritella carinata

La classificazione dei gasteropodi ha subito nel corso degli anni significative modificazioni.

### Classificazione tradizionale
La più antica classificazione dei gasteropodi risale al lavoro dello zoologo tedesco Johannes Thiele che nel 1925 produsse una suddivisione, basata su caratteristiche morfologiche, organizzata in 4 sottoclassi:
- Prosobranchia, gasteropodi dotati di branchie situate nella parte anteriore del corpo
- Opisthobranchia, gasteropodi dotati di branchie situate nella parte posteriore del corpo
- Pulmonata, gasteropodi dotati di polmoni
- Gymnomorpha, gasteropodi senza conchiglia

Le caratteristiche morfologiche su cui si basava questa classificazione sono risultate frutto di mera convergenza evolutiva.

### Classificazione di Ponder & Lindberg (1997)
Un primo tentativo di integrare gli aspetti morfologici con le evidenze filogenetiche è stato messo a punto nel 1997 da Ponder & Lindberg, che hanno proposto una suddivisione in due sottoclassi: Eogastropoda e Orthogastropoda.
Classe Gastropoda Cuvier, 1797
Incertæ sedis
- Ordine Bellerophontinaka † fossile
- Ordine Mimospirina † fossile

Sottoclasse Eogastropoda Ponder & Lindberg, 1996
- Ordine Euomphalida de Koninck, 1881 † fossile
  - Superfamiglia Macluritoidea
  - Superfamiglia Euomphaloidea
  - Superfamiglia Platyceratoidea
- Ordine Patellogastropoda Lindberg, 1986
  - Sottordine Patellina Van Ihering, 1876
    - Superfamiglia Patelloidea Rafinesque, 1815

  - Sottordine Nacellina Lindberg, 1988
    - Superfamiglia Acmaeoidea Carpenter, 1857
    - Superfamiglia Nacelloidea Thiele, 1891

  - Sottordine Lepetopsina McLean, 1990
    - Superfamiglia Lepetopsoidea McLean, 1990

Sottoclasse Orthogastropoda Ponder & Lindberg, 1996
Incertæ sedis
- Ordine Murchisoniina Cox & Knight, 1960 † fossile
  - Superfamiglia Murchisonioidea Koken, 1889
  - Superfamiglia Loxonematoidea Koken, 1889
  - Superfamiglia Lophospiroidea Wenz, 1938
  - Superfamiglia Straparollinoidea
  - Grade Sottulitoidea Lindström, 1884
- Superordine Cocculiniformia Haszprunar, 1987
  - Superfamiglia Cocculinoidea Dall, 1882
  - Superfamiglia Lepetelloidea Dall, 1882
- Superordine "Hot Vent Taxa" Ponder & Lindberg, 1997
  - Ordine Neomphaloida Sitnikova & Starobogatov, 1983
    - Superfamiglia Neomphaloidea McLean, 1981
    - Superfamiglia Peltospiroidea McLean, 1989
- Superordine Vetigastropoda Salvini-Plawen, 1989
  - Superfamiglia Fissurelloidea Fleming, 1822
  - Superfamiglia Haliotoidea Rafinesque, 1815
  - Superfamiglia Lepetodriloidea McLean, 1988
  - Superfamiglia Pleurotomarioidea Swainson, 1840
  - Superfamiglia Seguenzioidea Verrill, 1884
  - Superfamiglia Trochoidea Rafinesque, 1815
- Superordine Neritaemorphi Koken, 1896
  - Ordine Cyrtoneritomorpha † fossile
  - Ordine Neritopsina Cox & Knight, 1960
    - Superfamiglia Neritoidea Lamarck, 1809
- Superordine Caenogastropoda Cox, 1960
  - Ordine Architaenioglossa Haller, 1890
    - Superfamiglia Ampullarioidea J.E. Gray, 1824
    - Superfamiglia Cyclophoroidea J.E. Gray, 1847

  - Ordine Sorbeoconcha Ponder & Lindberg, 1997
    - Sottordine Discopoda P. Fischer, 1884
      - Superfamiglia Campaniloidea Douvillé, 1904
      - Superfamiglia Cerithioidea Férussac, 1822

    - Sottordine Hypsogastropoda Ponder & Lindberg, 1997

  - Infraordine Littorinimorpha Golikov & Starobogatov, 1975
    - Superfamiglia Calyptraeoidea Lamarck, 1809
    - Superfamiglia Capuloidea J. Fleming, 1822
    - Superfamiglia Carinarioidea Blainville, 1818
    - Superfamiglia Cingulopsoidea Fretter & Patil, 1958
    - Superfamiglia Cypraeoidea Rafinesque, 1815
    - Superfamiglia Ficoidea Meek, 1864
    - Superfamiglia Laottierinoidea Warén & Bouchet, 1990
    - Superfamiglia Littorinoidea (Children, 1834)
    - Superfamiglia Naticoidea Forbes, 1838
    - Superfamiglia Rissooidea J.E. Gray, 1847
    - Superfamiglia Stromboidea Rafinesque, 1815
    - Superfamiglia Tonnoidea Suter, 1913
    - Superfamiglia Trivioidea Troschel, 1863
    - Superfamiglia Vanikoroidea J.E. Gray, 1840
    - Superfamiglia Velutinoidea J.E. Gray, 1840
    - Superfamiglia Vermetoidea Rafinesque, 1815
    - Superfamiglia Xenophoroidea Troschel, 1852

  - Infraordine Ptenoglossa J.E. Gray, 1853
    - Superfamiglia Eulimoidea Philippi, 1853
    - Superfamiglia Janthinoidea Lamarck, 1812
    - Superfamiglia Triphoroidea J.E. Gray, 1847

  - Infraordine Neogastropoda Wenz, 1938
    - Superfamiglia Buccinoidea
    - Superfamiglia Cancellarioidea Forbes & Hanley, 1851
    - Superfamiglia Conoidea Rafinesque, 1815
    - Superfamiglia Muricoidea Rafinesque, 1815
- Superordine Heterobranchia J.E. Gray, 1840
  - Ordine Heterostropha P. Fischer, 1885
    - Superfamiglia Architectonicoidea J.E. Gray, 1840
    - Superfamiglia Nerineoidea Zittel, 1873 † fossile
    - Superfamiglia Omalogyroidea G.O. Sars, 1878
    - Superfamiglia Pyramidelloidea J.E. Gray, 1840
    - Superfamiglia Rissoelloidea J.E. Gray, 1850
    - Superfamiglia Valvatoidea J.E. Gray, 1840
- Ordine Opisthobranchia Milne-Edwards, 1848
  - Sottordine Cephalaspidea P. Fischer, 1883
    - Superfamiglia Acteonoidea D'Orbigny, 1835
    - Superfamiglia Bulloidea Lamarck, 1801
    - Superfamiglia Diaphanoidea Odhner, 1914
    - Superfamiglia Haminoeoidea Pilsbry, 1895
    - Superfamiglia Philinoidea J.E. Gray, 1850
    - Superfamiglia Ringiculoidea Philippi, 1853

  - Sottordine Sacoglossa Von Ihering, 1876
    - Superfamiglia Oxynooidea H. Adams & A. Adams, 1854
    - Superfamiglia Cylindrobulloidea Thiele, 1931
    - Superfamiglia Elysioidea
    - Superfamiglia Limapontioidea

  - Sottordine Anaspidea P. Fischer, 1883
    - Superfamiglia Akeroidea Pilsbry, 1893
    - Superfamiglia Aplysioidea Lamarck, 1809

  - Sottordine Notaspidea P. Fischer, 1883
    - Superfamiglia Tylodinoidea J.E. Gray, 1847
    - Superfamiglia Pleurobranchoidea Férussac, 1822

  - Sottordine Thecosomata Blainville, 1824
    - Infraordine Euthecosomata
      - Superfamiglia Limacinoidea
      - Superfamiglia Cavolinioidea

    - Infraordine Pseudothecosomata
      - Superfamiglia Peraclidoidea
      - Superfamiglia Cymbulioidea

  - Sottordine Gymnosomata Blainville, 1824
    - Famiglia Clionidae Rafinesque, 1815
    - Famiglia Cliopsidae Costa, 1873
    - Famiglia Hydromylidae Pruvot-Fol, 1942
    - Famiglia Laginiopsidae Pruvot-Fol, 1922
    - Famiglia Notobranchaeidae Pelseneer, 1886
    - Famiglia Pneumodermatidae Latreille, 1825
    - Famiglia Thliptodontidae Kwietniewski, 1910

  - Sottordine Nudibranchia Blainville, 1814
  - Infraordine Anthobranchia Férussac, 1819
    - Superfamiglia Doridoidea Rafinesque, 1815
    - Superfamiglia Doridoxoidea Bergh, 1900
    - Superfamiglia Onchidoridoidea Alder & Hancock, 1845
    - Superfamiglia Polyceroidea Alder & Hancock, 1845

  - Infraordine Cladobranchia Willan & Morton, 1984
    - Superfamiglia Dendronotoidea Allman, 1845
    - Superfamiglia Arminoidea Rafinesque, 1814
    - Superfamiglia Metarminoidea Odhner in Franc, 1968
    - Superfamiglia Aeolidioidea J.E. Gray, 1827
- Ordine Pulmonata Cuvier in Blainville, 1814
  - Sottordine Systellommatophora Pilsbry, 1948
    - Superfamiglia Onchidioidea Rafinesque, 1815
    - Superfamiglia Otinoidea H. Adams & A. Adams, 1855
    - Superfamiglia Rathouisioidea Sarasin, 1889

  - Sottordine Basommatophora Keferstein in Bronn, 1864
    - Superfamiglia Acroloxoidea Thiele, 1931
    - Superfamiglia Amphiboloidea J.E. Gray, 1840
    - Superfamiglia Chilinoidea H. Adams & A. Adams, 1855
    - Superfamiglia Glacidorboidea Ponder, 1986
    - Superfamiglia Lymnaeoidea Rafinesque, 1815
    - Superfamiglia Planorboidea Rafinesque, 1815
    - Superfamiglia Siphonarioidea J.E. Gray, 1840

  - Sottordine Eupulmonata Haszprunar & Hotter, 1990
  - Infraordine Acteophila Dall, 1885
    - Superfamiglia Melampoidea Stimpson, 1851

  - Infraordine Trimusculiformes Minichev & Starobogatov, 1975
    - Superfamiglia Trimusculoidea Zilch, 1959

  - Infraordine Stylommatophora A. Schmidt, 1856
  - Sottinfraordine Orthurethra
    - Superfamiglia Achatinelloidea Gulick, 1873
    - Superfamiglia Cochlicopoidea Pilsbry, 1900
    - Superfamiglia Partuloidea Pilsbry, 1900
    - Superfamiglia Pupilloidea Turton, 1831

  - Sottinfraordine Sigmurethra
    - Superfamiglia Acavoidea Pilsbry, 1895
    - Superfamiglia Achatinoidea Swainson, 1840
    - Superfamiglia Aillyoidea Baker, 1960
    - Superfamiglia Arionoidea J.E. Gray in Turnton, 1840
    - Superfamiglia Buliminoidea Clessin, 1879
    - Superfamiglia Camaenoidea Pilsbry, 1895
    - Superfamiglia Clausilioidea Mörch, 1864
    - Superfamiglia Dyakioidea Gude & Woodward, 1921
    - Superfamiglia Gastrodontoidea Tryon, 1866
    - Superfamiglia Helicoidea Rafinesque, 1815
    - Superfamiglia Helixarionoidea Bourguignat, 1877
    - Superfamiglia Limacoidea Rafinesque, 1815
    - Superfamiglia Oleacinoidea H. Adams & A. Adams, 1855
    - Superfamiglia Orthalicoidea Albers-Martens, 1860
    - Superfamiglia Plectopylidoidea Moellendorf, 1900
    - Superfamiglia Polygyroidea Pilsbry, 1894
    - Superfamiglia Punctoidea Morse, 1864
    - Superfamiglia Rhytidoidea Pilsbry, 1893
    - Superfamiglia Sagdidoidea Pilsbry, 1895
    - Superfamiglia Staffordioidea Thiele, 1931
    - Superfamiglia Streptaxoidea J.E. Gray, 1806
    - Superfamiglia Strophocheiloidea Thiele, 1926
    - Superfamiglia Trigonochlamydoidea Hese, 1882
    - Superfamiglia Zonitoidea Mörch, 1864
    -  ? Superfamiglia Athoracophoroidea P. Fischer, 1883 (= Tracheopulmonata)
    -  ? Superfamiglia Succineoidea Beck, 1837 (= Heterurethra)

### Classificazione di Bouchet & Rocroi (2005)
Un ulteriore passo avanti verso la definizione di una tassonomia più aderente alla reale filogenesi è stato compiuto da Bouchet & Rocroi nel 2005. Tali Autori hanno sviluppato una classificazione cladistica nella quale i ranghi intermedi tra la classe e la superfamiglia (sottoclassi, superordini, ordini, infraordini, sottordini) sono stati rimpiazzati da cladi «unranked». I raggruppamenti la cui monofilia non sia stata dimostrata o risulti controversa vengono etichettati come «gruppi informali».
La classificazione di Bouchet & Rocroi riconosce 611 famiglie, 202 delle quali sono note solo in base a reperti fossili.
I rapporti filogenetici sono mostrati nel seguente cladogramma:
|  | † Neritimorpha Paleozoici di incerta collocazione sistematica |
|  |                                                               |
|  | † Cyrtoneritimorpha                                           |
|  |                                                               |
|  | Cycloneritimorpha                                             |
|  |                                                               |

|                 | Caenogastropoda di incerta collocazione sistematica                                                                |
|                 | |
|                 | Architaenioglossa (gruppo informale)                                                                               |
|                 | |
|                 | Sorbeoconcha |
|                 | |
| Hypsogastropoda | \| \| Littorinimorpha \| \| \| \| \| \| Ptenoglossa (gruppo informale) \| \| \| \| \| \| Neogastropoda \| \| \| \| |
|                 | \| \| Littorinimorpha \| \| \| \| \| \| Ptenoglossa (gruppo informale) \| \| \| \| \| \| Neogastropoda \| \| \| \| |
|                 | Littorinimorpha |
|                 | |
|                 | Ptenoglossa (gruppo informale)                                                                                     |
|                 | |
|                 | Neogastropoda |
|                 | |

|  | Littorinimorpha                |
|  |                                |
|  | Ptenoglossa (gruppo informale) |
|  |                                |
|  | Neogastropoda                  |
|  |                                |

|               | Pseudoeuctenidiacea                                                                     |
|               |                                                                                         |
| Cladobranchia | \| \| Euarminida \| \| \| \| \| \| Dendronotida \| \| \| \| \| \| Aeolidida \| \| \| \| |
|               | \| \| Euarminida \| \| \| \| \| \| Dendronotida \| \| \| \| \| \| Aeolidida \| \| \| \| |
|               | Euarminida                                                                              |
|               |                                                                                         |
|               | Dendronotida                                                                            |
|               |                                                                                         |
|               | Aeolidida                                                                               |
|               |                                                                                         |

|  | Euarminida   |
|  |              |
|  | Dendronotida |
|  |              |
|  | Aeolidida    |
|  |              |

|               | Pseudoeuctenidiacea                                                                     |
|               |                                                                                         |
| Cladobranchia | \| \| Euarminida \| \| \| \| \| \| Dendronotida \| \| \| \| \| \| Aeolidida \| \| \| \| |
|               | \| \| Euarminida \| \| \| \| \| \| Dendronotida \| \| \| \| \| \| Aeolidida \| \| \| \| |
|               | Euarminida                                                                              |
|               |                                                                                         |
|               | Dendronotida                                                                            |
|               |                                                                                         |
|               | Aeolidida                                                                               |
|               |                                                                                         |

|  | Euarminida   |
|  |              |
|  | Dendronotida |
|  |              |
|  | Aeolidida    |
|  |              |

|               | Pseudoeuctenidiacea                                                                     |
|               |                                                                                         |
| Cladobranchia | \| \| Euarminida \| \| \| \| \| \| Dendronotida \| \| \| \| \| \| Aeolidida \| \| \| \| |
|               | \| \| Euarminida \| \| \| \| \| \| Dendronotida \| \| \| \| \| \| Aeolidida \| \| \| \| |
|               | Euarminida                                                                              |
|               |                                                                                         |
|               | Dendronotida                                                                            |
|               |                                                                                         |
|               | Aeolidida                                                                               |
|               |                                                                                         |

|  | Euarminida   |
|  |              |
|  | Dendronotida |
|  |              |
|  | Aeolidida    |
|  |              |

|               | Pseudoeuctenidiacea                                                                     |
|               |                                                                                         |
| Cladobranchia | \| \| Euarminida \| \| \| \| \| \| Dendronotida \| \| \| \| \| \| Aeolidida \| \| \| \| |
|               | \| \| Euarminida \| \| \| \| \| \| Dendronotida \| \| \| \| \| \| Aeolidida \| \| \| \| |
|               | Euarminida                                                                              |
|               |                                                                                         |
|               | Dendronotida                                                                            |
|               |                                                                                         |
|               | Aeolidida                                                                               |
|               |                                                                                         |

|  | Euarminida   |
|  |              |
|  | Dendronotida |
|  |              |
|  | Aeolidida    |
|  |              |

|               | Pseudoeuctenidiacea                                                                     |
|               |                                                                                         |
| Cladobranchia | \| \| Euarminida \| \| \| \| \| \| Dendronotida \| \| \| \| \| \| Aeolidida \| \| \| \| |
|               | \| \| Euarminida \| \| \| \| \| \| Dendronotida \| \| \| \| \| \| Aeolidida \| \| \| \| |
|               | Euarminida                                                                              |
|               |                                                                                         |
|               | Dendronotida                                                                            |
|               |                                                                                         |
|               | Aeolidida                                                                               |
|               |                                                                                         |

|  | Euarminida   |
|  |              |
|  | Dendronotida |
|  |              |
|  | Aeolidida    |
|  |              |

|               | Pseudoeuctenidiacea                                                                     |
|               |                                                                                         |
| Cladobranchia | \| \| Euarminida \| \| \| \| \| \| Dendronotida \| \| \| \| \| \| Aeolidida \| \| \| \| |
|               | \| \| Euarminida \| \| \| \| \| \| Dendronotida \| \| \| \| \| \| Aeolidida \| \| \| \| |
|               | Euarminida                                                                              |
|               |                                                                                         |
|               | Dendronotida                                                                            |
|               |                                                                                         |
|               | Aeolidida                                                                               |
|               |                                                                                         |

|  | Euarminida   |
|  |              |
|  | Dendronotida |
|  |              |
|  | Aeolidida    |
|  |              |

|               | Pseudoeuctenidiacea                                                                     |
|               |                                                                                         |
| Cladobranchia | \| \| Euarminida \| \| \| \| \| \| Dendronotida \| \| \| \| \| \| Aeolidida \| \| \| \| |
|               | \| \| Euarminida \| \| \| \| \| \| Dendronotida \| \| \| \| \| \| Aeolidida \| \| \| \| |
|               | Euarminida                                                                              |
|               |                                                                                         |
|               | Dendronotida                                                                            |
|               |                                                                                         |
|               | Aeolidida                                                                               |
|               |                                                                                         |

|  | Euarminida   |
|  |              |
|  | Dendronotida |
|  |              |
|  | Aeolidida    |
|  |              |

|               | Pseudoeuctenidiacea                                                                     |
|               |                                                                                         |
| Cladobranchia | \| \| Euarminida \| \| \| \| \| \| Dendronotida \| \| \| \| \| \| Aeolidida \| \| \| \| |
|               | \| \| Euarminida \| \| \| \| \| \| Dendronotida \| \| \| \| \| \| Aeolidida \| \| \| \| |
|               | Euarminida                                                                              |
|               |                                                                                         |
|               | Dendronotida                                                                            |
|               |                                                                                         |
|               | Aeolidida                                                                               |
|               |                                                                                         |

|  | Euarminida   |
|  |              |
|  | Dendronotida |
|  |              |
|  | Aeolidida    |
|  |              |

|                 | Systellommatophora                                                                                            |
|                 | |
| Stylommatophora | \| \| Elasmognatha \| \| \| \| \| \| Orthurethra \| \| \| \| \| \| Sigmurethra (gruppo informale) \| \| \| \| |
|                 | \| \| Elasmognatha \| \| \| \| \| \| Orthurethra \| \| \| \| \| \| Sigmurethra (gruppo informale) \| \| \| \| |
|                 | Elasmognatha                                                                                                  |
|                 | |
|                 | Orthurethra                                                                                                   |
|                 | |
|                 | Sigmurethra (gruppo informale)                                                                                |
|                 | |

|  | Elasmognatha                   |
|  |                                |
|  | Orthurethra                    |
|  |                                |
|  | Sigmurethra (gruppo informale) |
|  |                                |

|                 | Systellommatophora                                                                                            |
|                 | |
| Stylommatophora | \| \| Elasmognatha \| \| \| \| \| \| Orthurethra \| \| \| \| \| \| Sigmurethra (gruppo informale) \| \| \| \| |
|                 | \| \| Elasmognatha \| \| \| \| \| \| Orthurethra \| \| \| \| \| \| Sigmurethra (gruppo informale) \| \| \| \| |
|                 | Elasmognatha                                                                                                  |
|                 | |
|                 | Orthurethra                                                                                                   |
|                 | |
|                 | Sigmurethra (gruppo informale)                                                                                |
|                 | |

|  | Elasmognatha                   |
|  |                                |
|  | Orthurethra                    |
|  |                                |
|  | Sigmurethra (gruppo informale) |
|  |                                |

|               | Pseudoeuctenidiacea                                                                     |
|               |                                                                                         |
| Cladobranchia | \| \| Euarminida \| \| \| \| \| \| Dendronotida \| \| \| \| \| \| Aeolidida \| \| \| \| |
|               | \| \| Euarminida \| \| \| \| \| \| Dendronotida \| \| \| \| \| \| Aeolidida \| \| \| \| |
|               | Euarminida                                                                              |
|               |                                                                                         |
|               | Dendronotida                                                                            |
|               |                                                                                         |
|               | Aeolidida                                                                               |
|               |                                                                                         |

|  | Euarminida   |
|  |              |
|  | Dendronotida |
|  |              |
|  | Aeolidida    |
|  |              |

|               | Pseudoeuctenidiacea                                                                     |
|               |                                                                                         |
| Cladobranchia | \| \| Euarminida \| \| \| \| \| \| Dendronotida \| \| \| \| \| \| Aeolidida \| \| \| \| |
|               | \| \| Euarminida \| \| \| \| \| \| Dendronotida \| \| \| \| \| \| Aeolidida \| \| \| \| |
|               | Euarminida                                                                              |
|               |                                                                                         |
|               | Dendronotida                                                                            |
|               |                                                                                         |
|               | Aeolidida                                                                               |
|               |                                                                                         |

|  | Euarminida   |
|  |              |
|  | Dendronotida |
|  |              |
|  | Aeolidida    |
|  |              |

|               | Pseudoeuctenidiacea                                                                     |
|               |                                                                                         |
| Cladobranchia | \| \| Euarminida \| \| \| \| \| \| Dendronotida \| \| \| \| \| \| Aeolidida \| \| \| \| |
|               | \| \| Euarminida \| \| \| \| \| \| Dendronotida \| \| \| \| \| \| Aeolidida \| \| \| \| |
|               | Euarminida                                                                              |
|               |                                                                                         |
|               | Dendronotida                                                                            |
|               |                                                                                         |
|               | Aeolidida                                                                               |
|               |                                                                                         |

|  | Euarminida   |
|  |              |
|  | Dendronotida |
|  |              |
|  | Aeolidida    |
|  |              |

|               | Pseudoeuctenidiacea                                                                     |
|               |                                                                                         |
| Cladobranchia | \| \| Euarminida \| \| \| \| \| \| Dendronotida \| \| \| \| \| \| Aeolidida \| \| \| \| |
|               | \| \| Euarminida \| \| \| \| \| \| Dendronotida \| \| \| \| \| \| Aeolidida \| \| \| \| |
|               | Euarminida                                                                              |
|               |                                                                                         |
|               | Dendronotida                                                                            |
|               |                                                                                         |
|               | Aeolidida                                                                               |
|               |                                                                                         |

|  | Euarminida   |
|  |              |
|  | Dendronotida |
|  |              |
|  | Aeolidida    |
|  |              |

|               | Pseudoeuctenidiacea                                                                     |
|               |                                                                                         |
| Cladobranchia | \| \| Euarminida \| \| \| \| \| \| Dendronotida \| \| \| \| \| \| Aeolidida \| \| \| \| |
|               | \| \| Euarminida \| \| \| \| \| \| Dendronotida \| \| \| \| \| \| Aeolidida \| \| \| \| |
|               | Euarminida                                                                              |
|               |                                                                                         |
|               | Dendronotida                                                                            |
|               |                                                                                         |
|               | Aeolidida                                                                               |
|               |                                                                                         |

|  | Euarminida   |
|  |              |
|  | Dendronotida |
|  |              |
|  | Aeolidida    |
|  |              |

|               | Pseudoeuctenidiacea                                                                     |
|               |                                                                                         |
| Cladobranchia | \| \| Euarminida \| \| \| \| \| \| Dendronotida \| \| \| \| \| \| Aeolidida \| \| \| \| |
|               | \| \| Euarminida \| \| \| \| \| \| Dendronotida \| \| \| \| \| \| Aeolidida \| \| \| \| |
|               | Euarminida                                                                              |
|               |                                                                                         |
|               | Dendronotida                                                                            |
|               |                                                                                         |
|               | Aeolidida                                                                               |
|               |                                                                                         |

|  | Euarminida   |
|  |              |
|  | Dendronotida |
|  |              |
|  | Aeolidida    |
|  |              |

|               | Pseudoeuctenidiacea                                                                     |
|               |                                                                                         |
| Cladobranchia | \| \| Euarminida \| \| \| \| \| \| Dendronotida \| \| \| \| \| \| Aeolidida \| \| \| \| |
|               | \| \| Euarminida \| \| \| \| \| \| Dendronotida \| \| \| \| \| \| Aeolidida \| \| \| \| |
|               | Euarminida                                                                              |
|               |                                                                                         |
|               | Dendronotida                                                                            |
|               |                                                                                         |
|               | Aeolidida                                                                               |
|               |                                                                                         |

|  | Euarminida   |
|  |              |
|  | Dendronotida |
|  |              |
|  | Aeolidida    |
|  |              |

|               | Pseudoeuctenidiacea                                                                     |
|               |                                                                                         |
| Cladobranchia | \| \| Euarminida \| \| \| \| \| \| Dendronotida \| \| \| \| \| \| Aeolidida \| \| \| \| |
|               | \| \| Euarminida \| \| \| \| \| \| Dendronotida \| \| \| \| \| \| Aeolidida \| \| \| \| |
|               | Euarminida                                                                              |
|               |                                                                                         |
|               | Dendronotida                                                                            |
|               |                                                                                         |
|               | Aeolidida                                                                               |
|               |                                                                                         |

|  | Euarminida   |
|  |              |
|  | Dendronotida |
|  |              |
|  | Aeolidida    |
|  |              |

|                 | Systellommatophora                                                                                            |
|                 | |
| Stylommatophora | \| \| Elasmognatha \| \| \| \| \| \| Orthurethra \| \| \| \| \| \| Sigmurethra (gruppo informale) \| \| \| \| |
|                 | \| \| Elasmognatha \| \| \| \| \| \| Orthurethra \| \| \| \| \| \| Sigmurethra (gruppo informale) \| \| \| \| |
|                 | Elasmognatha                                                                                                  |
|                 | |
|                 | Orthurethra                                                                                                   |
|                 | |
|                 | Sigmurethra (gruppo informale)                                                                                |
|                 | |

|  | Elasmognatha                   |
|  |                                |
|  | Orthurethra                    |
|  |                                |
|  | Sigmurethra (gruppo informale) |
|  |                                |

|                 | Systellommatophora                                                                                            |
|                 | |
| Stylommatophora | \| \| Elasmognatha \| \| \| \| \| \| Orthurethra \| \| \| \| \| \| Sigmurethra (gruppo informale) \| \| \| \| |
|                 | \| \| Elasmognatha \| \| \| \| \| \| Orthurethra \| \| \| \| \| \| Sigmurethra (gruppo informale) \| \| \| \| |
|                 | Elasmognatha                                                                                                  |
|                 | |
|                 | Orthurethra                                                                                                   |
|                 | |
|                 | Sigmurethra (gruppo informale)                                                                                |
|                 | |

|  | Elasmognatha                   |
|  |                                |
|  | Orthurethra                    |
|  |                                |
|  | Sigmurethra (gruppo informale) |
|  |                                |

|  | † Neritimorpha Paleozoici di incerta collocazione sistematica |
|  |                                                               |
|  | † Cyrtoneritimorpha                                           |
|  |                                                               |
|  | Cycloneritimorpha                                             |
|  |                                                               |

|                 | Caenogastropoda di incerta collocazione sistematica                                                                |
|                 | |
|                 | Architaenioglossa (gruppo informale)                                                                               |
|                 | |
|                 | Sorbeoconcha |
|                 | |
| Hypsogastropoda | \| \| Littorinimorpha \| \| \| \| \| \| Ptenoglossa (gruppo informale) \| \| \| \| \| \| Neogastropoda \| \| \| \| |
|                 | \| \| Littorinimorpha \| \| \| \| \| \| Ptenoglossa (gruppo informale) \| \| \| \| \| \| Neogastropoda \| \| \| \| |
|                 | Littorinimorpha |
|                 | |
|                 | Ptenoglossa (gruppo informale)                                                                                     |
|                 | |
|                 | Neogastropoda |
|                 | |

|  | Littorinimorpha                |
|  |                                |
|  | Ptenoglossa (gruppo informale) |
|  |                                |
|  | Neogastropoda                  |
|  |                                |

|               | Pseudoeuctenidiacea                                                                     |
|               |                                                                                         |
| Cladobranchia | \| \| Euarminida \| \| \| \| \| \| Dendronotida \| \| \| \| \| \| Aeolidida \| \| \| \| |
|               | \| \| Euarminida \| \| \| \| \| \| Dendronotida \| \| \| \| \| \| Aeolidida \| \| \| \| |
|               | Euarminida                                                                              |
|               |                                                                                         |
|               | Dendronotida                                                                            |
|               |                                                                                         |
|               | Aeolidida                                                                               |
|               |                                                                                         |

|  | Euarminida   |
|  |              |
|  | Dendronotida |
|  |              |
|  | Aeolidida    |
|  |              |

|               | Pseudoeuctenidiacea                                                                     |
|               |                                                                                         |
| Cladobranchia | \| \| Euarminida \| \| \| \| \| \| Dendronotida \| \| \| \| \| \| Aeolidida \| \| \| \| |
|               | \| \| Euarminida \| \| \| \| \| \| Dendronotida \| \| \| \| \| \| Aeolidida \| \| \| \| |
|               | Euarminida                                                                              |
|               |                                                                                         |
|               | Dendronotida                                                                            |
|               |                                                                                         |
|               | Aeolidida                                                                               |
|               |                                                                                         |

|  | Euarminida   |
|  |              |
|  | Dendronotida |
|  |              |
|  | Aeolidida    |
|  |              |

|               | Pseudoeuctenidiacea                                                                     |
|               |                                                                                         |
| Cladobranchia | \| \| Euarminida \| \| \| \| \| \| Dendronotida \| \| \| \| \| \| Aeolidida \| \| \| \| |
|               | \| \| Euarminida \| \| \| \| \| \| Dendronotida \| \| \| \| \| \| Aeolidida \| \| \| \| |
|               | Euarminida                                                                              |
|               |                                                                                         |
|               | Dendronotida                                                                            |
|               |                                                                                         |
|               | Aeolidida                                                                               |
|               |                                                                                         |

|  | Euarminida   |
|  |              |
|  | Dendronotida |
|  |              |
|  | Aeolidida    |
|  |              |

|               | Pseudoeuctenidiacea                                                                     |
|               |                                                                                         |
| Cladobranchia | \| \| Euarminida \| \| \| \| \| \| Dendronotida \| \| \| \| \| \| Aeolidida \| \| \| \| |
|               | \| \| Euarminida \| \| \| \| \| \| Dendronotida \| \| \| \| \| \| Aeolidida \| \| \| \| |
|               | Euarminida                                                                              |
|               |                                                                                         |
|               | Dendronotida                                                                            |
|               |                                                                                         |
|               | Aeolidida                                                                               |
|               |                                                                                         |

|  | Euarminida   |
|  |              |
|  | Dendronotida |
|  |              |
|  | Aeolidida    |
|  |              |

|               | Pseudoeuctenidiacea                                                                     |
|               |                                                                                         |
| Cladobranchia | \| \| Euarminida \| \| \| \| \| \| Dendronotida \| \| \| \| \| \| Aeolidida \| \| \| \| |
|               | \| \| Euarminida \| \| \| \| \| \| Dendronotida \| \| \| \| \| \| Aeolidida \| \| \| \| |
|               | Euarminida                                                                              |
|               |                                                                                         |
|               | Dendronotida                                                                            |
|               |                                                                                         |
|               | Aeolidida                                                                               |
|               |                                                                                         |

|  | Euarminida   |
|  |              |
|  | Dendronotida |
|  |              |
|  | Aeolidida    |
|  |              |

|               | Pseudoeuctenidiacea                                                                     |
|               |                                                                                         |
| Cladobranchia | \| \| Euarminida \| \| \| \| \| \| Dendronotida \| \| \| \| \| \| Aeolidida \| \| \| \| |
|               | \| \| Euarminida \| \| \| \| \| \| Dendronotida \| \| \| \| \| \| Aeolidida \| \| \| \| |
|               | Euarminida                                                                              |
|               |                                                                                         |
|               | Dendronotida                                                                            |
|               |                                                                                         |
|               | Aeolidida                                                                               |
|               |                                                                                         |

|  | Euarminida   |
|  |              |
|  | Dendronotida |
|  |              |
|  | Aeolidida    |
|  |              |

|               | Pseudoeuctenidiacea                                                                     |
|               |                                                                                         |
| Cladobranchia | \| \| Euarminida \| \| \| \| \| \| Dendronotida \| \| \| \| \| \| Aeolidida \| \| \| \| |
|               | \| \| Euarminida \| \| \| \| \| \| Dendronotida \| \| \| \| \| \| Aeolidida \| \| \| \| |
|               | Euarminida                                                                              |
|               |                                                                                         |
|               | Dendronotida                                                                            |
|               |                                                                                         |
|               | Aeolidida                                                                               |
|               |                                                                                         |

|  | Euarminida   |
|  |              |
|  | Dendronotida |
|  |              |
|  | Aeolidida    |
|  |              |

|               | Pseudoeuctenidiacea                                                                     |
|               |                                                                                         |
| Cladobranchia | \| \| Euarminida \| \| \| \| \| \| Dendronotida \| \| \| \| \| \| Aeolidida \| \| \| \| |
|               | \| \| Euarminida \| \| \| \| \| \| Dendronotida \| \| \| \| \| \| Aeolidida \| \| \| \| |
|               | Euarminida                                                                              |
|               |                                                                                         |
|               | Dendronotida                                                                            |
|               |                                                                                         |
|               | Aeolidida                                                                               |
|               |                                                                                         |

|  | Euarminida   |
|  |              |
|  | Dendronotida |
|  |              |
|  | Aeolidida    |
|  |              |

|                 | Systellommatophora                                                                                            |
|                 | |
| Stylommatophora | \| \| Elasmognatha \| \| \| \| \| \| Orthurethra \| \| \| \| \| \| Sigmurethra (gruppo informale) \| \| \| \| |
|                 | \| \| Elasmognatha \| \| \| \| \| \| Orthurethra \| \| \| \| \| \| Sigmurethra (gruppo informale) \| \| \| \| |
|                 | Elasmognatha                                                                                                  |
|                 | |
|                 | Orthurethra                                                                                                   |
|                 | |
|                 | Sigmurethra (gruppo informale)                                                                                |
|                 | |

|  | Elasmognatha                   |
|  |                                |
|  | Orthurethra                    |
|  |                                |
|  | Sigmurethra (gruppo informale) |
|  |                                |

|                 | Systellommatophora                                                                                            |
|                 | |
| Stylommatophora | \| \| Elasmognatha \| \| \| \| \| \| Orthurethra \| \| \| \| \| \| Sigmurethra (gruppo informale) \| \| \| \| |
|                 | \| \| Elasmognatha \| \| \| \| \| \| Orthurethra \| \| \| \| \| \| Sigmurethra (gruppo informale) \| \| \| \| |
|                 | Elasmognatha                                                                                                  |
|                 | |
|                 | Orthurethra                                                                                                   |
|                 | |
|                 | Sigmurethra (gruppo informale)                                                                                |
|                 | |

|  | Elasmognatha                   |
|  |                                |
|  | Orthurethra                    |
|  |                                |
|  | Sigmurethra (gruppo informale) |
|  |                                |

|               | Pseudoeuctenidiacea                                                                     |
|               |                                                                                         |
| Cladobranchia | \| \| Euarminida \| \| \| \| \| \| Dendronotida \| \| \| \| \| \| Aeolidida \| \| \| \| |
|               | \| \| Euarminida \| \| \| \| \| \| Dendronotida \| \| \| \| \| \| Aeolidida \| \| \| \| |
|               | Euarminida                                                                              |
|               |                                                                                         |
|               | Dendronotida                                                                            |
|               |                                                                                         |
|               | Aeolidida                                                                               |
|               |                                                                                         |

|  | Euarminida   |
|  |              |
|  | Dendronotida |
|  |              |
|  | Aeolidida    |
|  |              |

|               | Pseudoeuctenidiacea                                                                     |
|               |                                                                                         |
| Cladobranchia | \| \| Euarminida \| \| \| \| \| \| Dendronotida \| \| \| \| \| \| Aeolidida \| \| \| \| |
|               | \| \| Euarminida \| \| \| \| \| \| Dendronotida \| \| \| \| \| \| Aeolidida \| \| \| \| |
|               | Euarminida                                                                              |
|               |                                                                                         |
|               | Dendronotida                                                                            |
|               |                                                                                         |
|               | Aeolidida                                                                               |
|               |                                                                                         |

|  | Euarminida   |
|  |              |
|  | Dendronotida |
|  |              |
|  | Aeolidida    |
|  |              |

|               | Pseudoeuctenidiacea                                                                     |
|               |                                                                                         |
| Cladobranchia | \| \| Euarminida \| \| \| \| \| \| Dendronotida \| \| \| \| \| \| Aeolidida \| \| \| \| |
|               | \| \| Euarminida \| \| \| \| \| \| Dendronotida \| \| \| \| \| \| Aeolidida \| \| \| \| |
|               | Euarminida                                                                              |
|               |                                                                                         |
|               | Dendronotida                                                                            |
|               |                                                                                         |
|               | Aeolidida                                                                               |
|               |                                                                                         |

|  | Euarminida   |
|  |              |
|  | Dendronotida |
|  |              |
|  | Aeolidida    |
|  |              |

|               | Pseudoeuctenidiacea                                                                     |
|               |                                                                                         |
| Cladobranchia | \| \| Euarminida \| \| \| \| \| \| Dendronotida \| \| \| \| \| \| Aeolidida \| \| \| \| |
|               | \| \| Euarminida \| \| \| \| \| \| Dendronotida \| \| \| \| \| \| Aeolidida \| \| \| \| |
|               | Euarminida                                                                              |
|               |                                                                                         |
|               | Dendronotida                                                                            |
|               |                                                                                         |
|               | Aeolidida                                                                               |
|               |                                                                                         |

|  | Euarminida   |
|  |              |
|  | Dendronotida |
|  |              |
|  | Aeolidida    |
|  |              |

|               | Pseudoeuctenidiacea                                                                     |
|               |                                                                                         |
| Cladobranchia | \| \| Euarminida \| \| \| \| \| \| Dendronotida \| \| \| \| \| \| Aeolidida \| \| \| \| |
|               | \| \| Euarminida \| \| \| \| \| \| Dendronotida \| \| \| \| \| \| Aeolidida \| \| \| \| |
|               | Euarminida                                                                              |
|               |                                                                                         |
|               | Dendronotida                                                                            |
|               |                                                                                         |
|               | Aeolidida                                                                               |
|               |                                                                                         |

|  | Euarminida   |
|  |              |
|  | Dendronotida |
|  |              |
|  | Aeolidida    |
|  |              |

|               | Pseudoeuctenidiacea                                                                     |
|               |                                                                                         |
| Cladobranchia | \| \| Euarminida \| \| \| \| \| \| Dendronotida \| \| \| \| \| \| Aeolidida \| \| \| \| |
|               | \| \| Euarminida \| \| \| \| \| \| Dendronotida \| \| \| \| \| \| Aeolidida \| \| \| \| |
|               | Euarminida                                                                              |
|               |                                                                                         |
|               | Dendronotida                                                                            |
|               |                                                                                         |
|               | Aeolidida                                                                               |
|               |                                                                                         |

|  | Euarminida   |
|  |              |
|  | Dendronotida |
|  |              |
|  | Aeolidida    |
|  |              |

|               | Pseudoeuctenidiacea                                                                     |
|               |                                                                                         |
| Cladobranchia | \| \| Euarminida \| \| \| \| \| \| Dendronotida \| \| \| \| \| \| Aeolidida \| \| \| \| |
|               | \| \| Euarminida \| \| \| \| \| \| Dendronotida \| \| \| \| \| \| Aeolidida \| \| \| \| |
|               | Euarminida                                                                              |
|               |                                                                                         |
|               | Dendronotida                                                                            |
|               |                                                                                         |
|               | Aeolidida                                                                               |
|               |                                                                                         |

|  | Euarminida   |
|  |              |
|  | Dendronotida |
|  |              |
|  | Aeolidida    |
|  |              |

|               | Pseudoeuctenidiacea                                                                     |
|               |                                                                                         |
| Cladobranchia | \| \| Euarminida \| \| \| \| \| \| Dendronotida \| \| \| \| \| \| Aeolidida \| \| \| \| |
|               | \| \| Euarminida \| \| \| \| \| \| Dendronotida \| \| \| \| \| \| Aeolidida \| \| \| \| |
|               | Euarminida                                                                              |
|               |                                                                                         |
|               | Dendronotida                                                                            |
|               |                                                                                         |
|               | Aeolidida                                                                               |
|               |                                                                                         |

|  | Euarminida   |
|  |              |
|  | Dendronotida |
|  |              |
|  | Aeolidida    |
|  |              |

|                 | Systellommatophora                                                                                            |
|                 | |
| Stylommatophora | \| \| Elasmognatha \| \| \| \| \| \| Orthurethra \| \| \| \| \| \| Sigmurethra (gruppo informale) \| \| \| \| |
|                 | \| \| Elasmognatha \| \| \| \| \| \| Orthurethra \| \| \| \| \| \| Sigmurethra (gruppo informale) \| \| \| \| |
|                 | Elasmognatha                                                                                                  |
|                 | |
|                 | Orthurethra                                                                                                   |
|                 | |
|                 | Sigmurethra (gruppo informale)                                                                                |
|                 | |

|  | Elasmognatha                   |
|  |                                |
|  | Orthurethra                    |
|  |                                |
|  | Sigmurethra (gruppo informale) |
|  |                                |

|                 | Systellommatophora                                                                                            |
|                 | |
| Stylommatophora | \| \| Elasmognatha \| \| \| \| \| \| Orthurethra \| \| \| \| \| \| Sigmurethra (gruppo informale) \| \| \| \| |
|                 | \| \| Elasmognatha \| \| \| \| \| \| Orthurethra \| \| \| \| \| \| Sigmurethra (gruppo informale) \| \| \| \| |
|                 | Elasmognatha                                                                                                  |
|                 | |
|                 | Orthurethra                                                                                                   |
|                 | |
|                 | Sigmurethra (gruppo informale)                                                                                |
|                 | |

|  | Elasmognatha                   |
|  |                                |
|  | Orthurethra                    |
|  |                                |
|  | Sigmurethra (gruppo informale) |
|  |                                |

### Classificazione MolluscaBase/WoRMS (2020)
Nel 2017 la classificazione di Bouchet & Rocroi del 2005 è stata sottoposta, da parte dei medesimi autori, a una radicale revisione che ha portato alla reintroduzione dei tradizionali ranghi linneani al posto di cladi e gruppi informali. La nuova classificazione riconosce un totale di 721 famiglie di gasteropodi, di cui 245 estinte, note esclusivamente per reperti fossili. A questa nuova versione della classificazione si attengono attualmente (2020) i database MolluscaBase e World Register of Marine Species (WoRMS).  A questa classificazione si attiene Wikipedia in italiano.
In tale schema tassonomico le 476 famiglie viventi riconosciute sono suddivise in 6 sottoclassi: Patellogastropoda, Neomphaliones, Vetigastropoda, Neritimorpha, Caenogastropoda ed Heterobranchia.
- Sottoclasse Patellogastropoda
  - Ordine Patellida Ihering, 1876

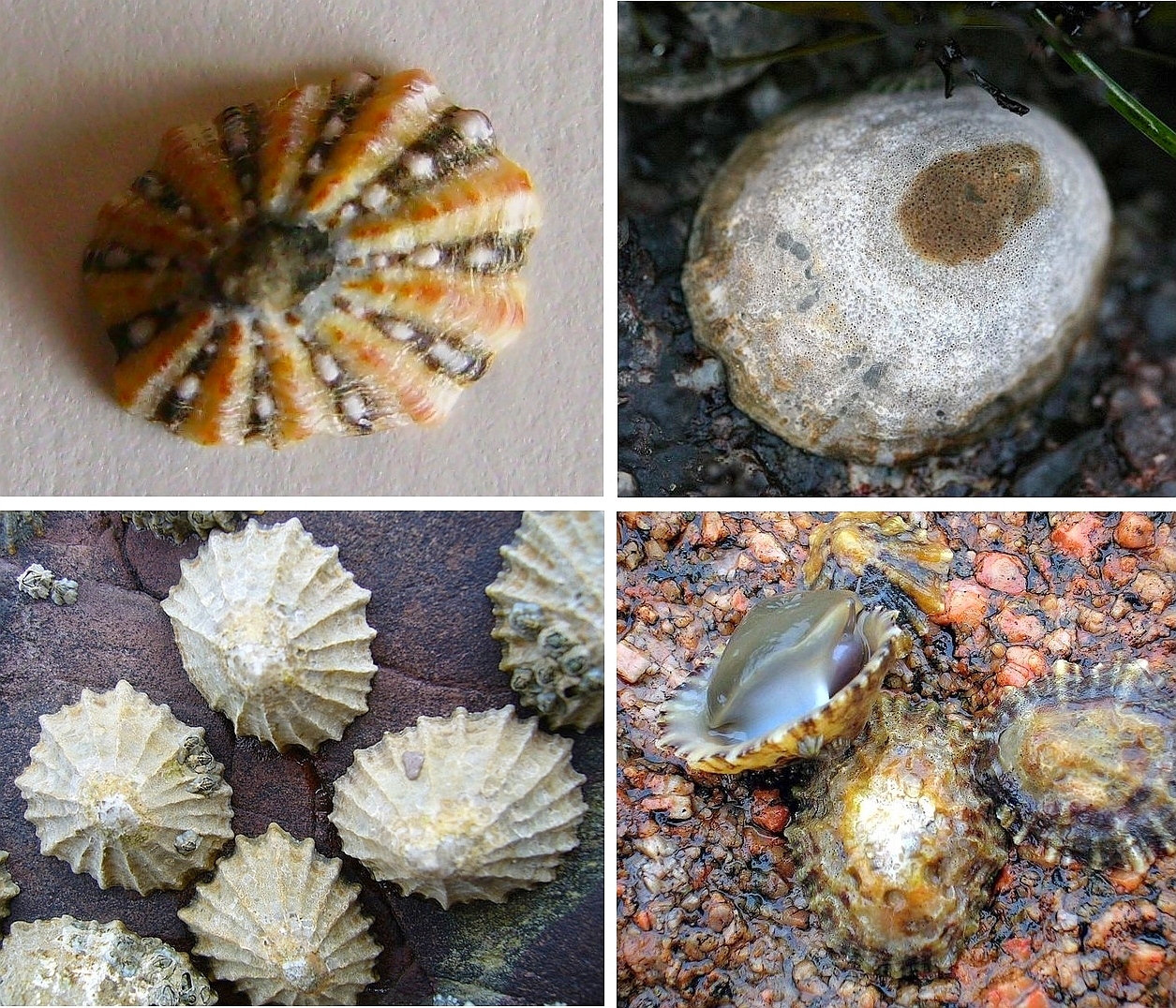
Patellogastropoda spp.

    - Superfamiglia Lottioidea Gray, 1840
      - Famiglia Acmaeidae Forbes, 1850
      - Famiglia Eoacmaeidae T. Nakano & Ozawa, 2007
      - Famiglia Lepetidae Gray, 1850
      - Famiglia Lottiidae Gray, 1840
      - Famiglia Neolepetopsidae McLean, 1990
      - Famiglia Pectinodontidae Pilsbry, 1891

    - Superfamiglia Patelloidea Rafinesque, 1815
      - Famiglia Nacellidae Thiele, 1891
      - Famiglia Patellidae Rafinesque, 1815

- Sottoclasse Neomphaliones
  - Ordine Cocculinida

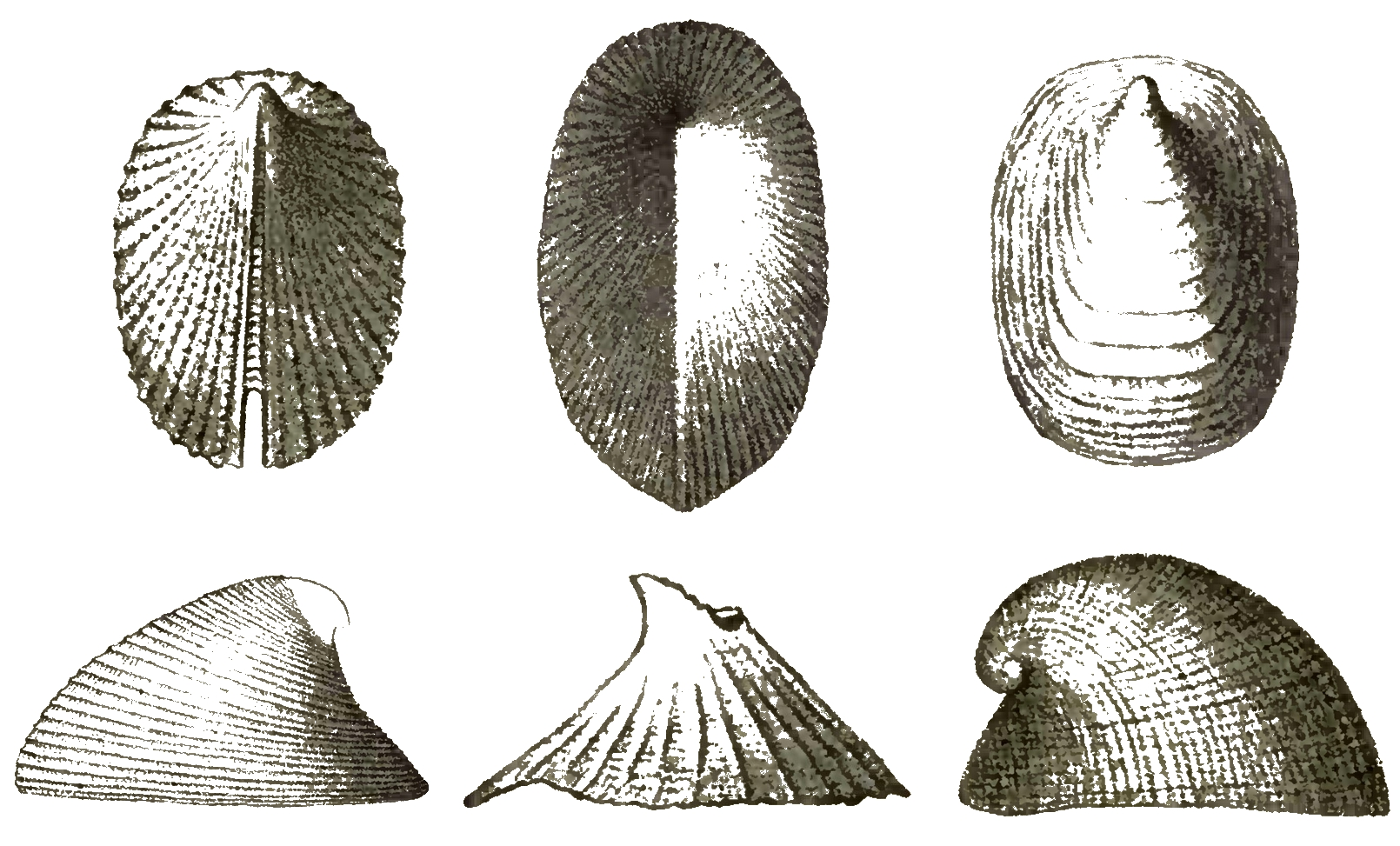
Cocculinidae spp.
(Neomphaliones)

    - Superfamiglia Cocculinoidea Dall, 1882
      - Famiglia Bathysciadiidae Dautzenberg & H. Fischer, 1900
      - Famiglia Cocculinidae Dall, 1882

  - Ordine Neomphalida
    - Superfamiglia Neomphaloidea McLean, 1981
      - Famiglia Melanodrymiidae Salvini-Plawen & Steiner, 1995
      - Famiglia Neomphalidae McLean, 1981
      - Famiglia Peltospiridae McLean, 1989

- Sottoclasse Vetigastropoda
  - Ordine Lepetellida

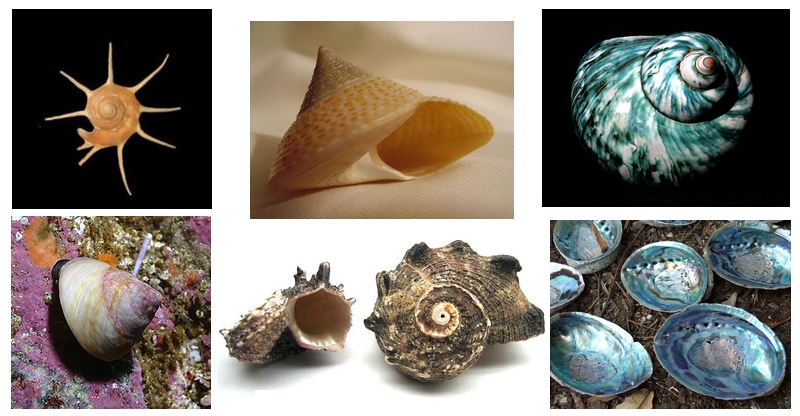
Vetigastropoda spp.

    - Superfamiglia Fissurelloidea J. Fleming, 1822
      - Famiglia Fissurellidae J. Fleming, 1822

    - Superfamiglia Haliotoidea Rafinesque, 1815
      - Famiglia Haliotidae Rafinesque, 1815
      - Famiglia † Temnotropidae Cox, 1960

    - Superfamiglia Lepetelloidea Dall, 1882
      - Famiglia Addisoniidae Dall, 1882
      - Famiglia Bathyphytophilidae Moskalev, 1978
      - Famiglia Caymanabyssiidae B. A. Marshall, 1986
      - Famiglia Cocculinellidae Moskalev, 1971
      - Famiglia Lepetellidae Dall, 1882
      - Famiglia Osteopeltidae B. A. Marshall, 1987
      - Famiglia Pseudococculinidae Hickman, 1983
      - Famiglia Pyropeltidae McLean & Haszprunar, 1987

    - Superfamiglia Lepetodriloidea McLean, 1988
      - Famiglia Lepetodrilidae McLean, 1988
      - Famiglia Sutilizonidae McLean, 1989

    - Superfamiglia Scissurelloidea Gray, 1847
      - Famiglia Anatomidae McLean, 1989
      - Famiglia Depressizonidae Geiger, 2003
      - Famiglia Larocheidae Finlay, 1927
      - Famiglia Scissurellidae Gray, 1847

  - Ordine Pleurotomariida
    - Superfamiglia Pleurotomarioidea Swainson, 1840
      - Famiglia Pleurotomariidae Swainson, 1840

  - Ordine Seguenziida
    - Superfamiglia Seguenzioidea Verrill, 1884
      - Famiglia Cataegidae McLean & Quinn, 1987
      - Famiglia Chilodontaidae Wenz, 1938
      - Famiglia Choristellidae Bouchet & Warén, 1979
      - Famiglia Eucyclidae Koken, 1896
      - Famiglia Eudaroniidae Gründel, 2004
      - Famiglia Pendromidae Warén, 1991
      - Famiglia Seguenziidae Verrill, 1884
      - Famiglia Trochaclididae Thiele, 1928

  - Ordine Trochida
    - Superfamiglia Trochoidea Rafinesque, 1815
      - Famiglia Angariidae Gray, 1857
      - Famiglia Areneidae McLean, 2012
      - Famiglia Calliostomatidae Thiele, 1924 (1847)
      - Famiglia Colloniidae Cossmann, 1917
      - Famiglia Conradiidae Golikov & Starobogatov, 1987
      - Famiglia Liotiidae Gray, 1850
      - Famiglia Margaritidae Thiele, 1924
      - Famiglia Phasianellidae Swainson, 1840
      - Famiglia Skeneidae W. Clark, 1851
      - Famiglia Solariellidae Powell, 1951
      - Famiglia Tegulidae Kuroda, Habe & Oyama, 1971
      - Famiglia Trochidae Rafinesque, 1815
      - Famiglia Turbinidae Rafinesque, 1815

  - Superfamiglia Vetigastropoda incertae sedis
    - Famiglia † Holopeidae Cossmann, 1908
    - Famiglia † Micromphalidae J. A. Harper, 2016
    - Genere Sahlingia Warén & Bouchet, 2001

- Sottoclasse Neritimorpha
  - Ordine Cycloneritida

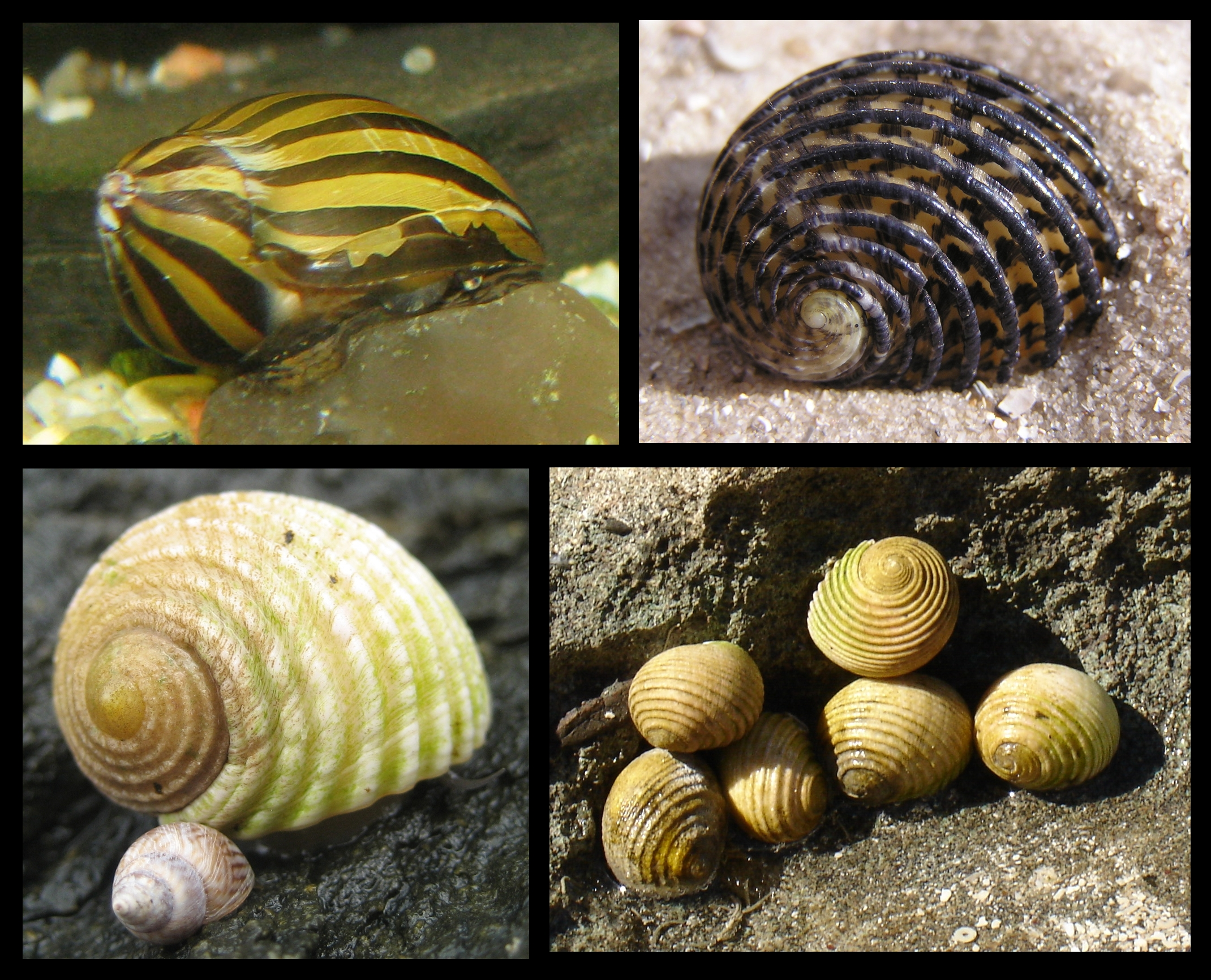
Neritimorpha spp.

    - Superfamiglia Helicinoidea Férussac, 1822
      - Famiglia Helicinidae Férussac, 1822
      - Famiglia Neritiliidae Schepman, 1908
      - Famiglia Proserpinellidae H. B. Baker, 1923
      - Famiglia Proserpinidae Gray, 1847

    - Superfamiglia Hydrocenoidea Troschel, 1857
      - Famiglia Hydrocenidae Troschel, 1857

    - Superfamiglia Neritoidea Rafinesque, 1815
      - Famiglia Neritidae Rafinesque, 1815
      - Famiglia Phenacolepadidae Pilsbry, 1895

    - Superfamiglia Neritopsoidea Gray, 1847
      - Famiglia Neritopsidae Gray, 1847

- Sottoclasse Caenogastropoda
  - Ordine Architaenioglossa

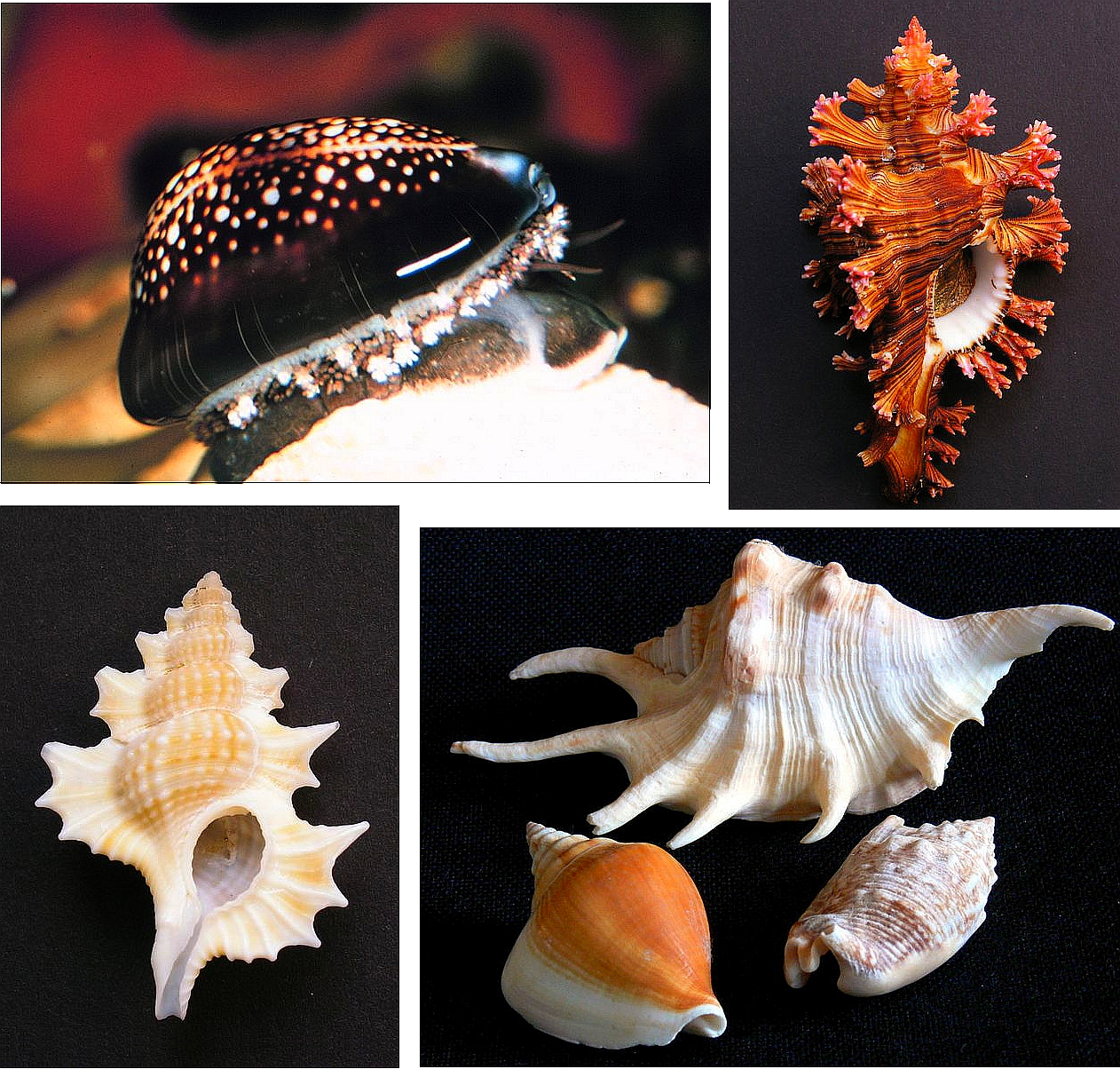
Caenogastropoda spp.

    - Superfamiglia Ampullarioidea Gray, 1824
      - Famiglia Ampullariidae Gray, 1824

    - Superfamiglia Cyclophoroidea Gray, 1847
      - Famiglia Aciculidae Gray, 1850
      - Famiglia Cochlostomatidae Kobelt, 1902
      - Famiglia Craspedopomatidae Kobelt & Möllendorff, 1898
      - Famiglia Cyclophoridae Gray, 1847
      - Famiglia Diplommatinidae L. Pfeiffer, 1856
      - Famiglia Maizaniidae Tielecke, 1940
      - Famiglia Megalomastomatidae Blanford, 1864
      - Famiglia Neocyclotidae Kobelt & Möllendorff, 1897
      - Famiglia Pupinidae L. Pfeiffer, 1853

    - Superfamiglia Viviparoidea Gray, 1847
      - Famiglia Viviparidae Gray, 1847

  - Ordine Littorinimorpha
    - Superfamiglia Calyptraeoidea Lamarck, 1809
      - Famiglia Calyptraeidae Blainville, 1824

    - Superfamiglia Capuloidea J. Fleming, 1822
      - Famiglia Capulidae J. Fleming, 1822

    - Superfamiglia Cingulopsoidea Fretter & Patil, 1958
      - Famiglia Cingulopsidae Fretter & Patil, 1958
      - Famiglia Eatoniellidae Ponder, 1965
      - Famiglia Rastodentidae Ponder, 1966

    - Superfamiglia Cypraeoidea Rafinesque, 1815
      - Famiglia Cypraeidae Rafinesque, 1815
      - Famiglia Eratoidae Gill, 1871
      - Famiglia Ovulidae J. Fleming, 1822
      - Famiglia Triviidae Troschel, 1863
      - Famiglia Velutinidae Gray, 1840

    - Superfamiglia Ficoidea Meek, 1864 (1840)
      - Famiglia Ficidae Meek, 1864 (1840)

    - Superfamiglia Littorinoidea Children, 1834
      - Famiglia Annulariidae Henderson & Bartsch, 1920
      - Famiglia Littorinidae Children, 1834
      - Famiglia Pomatiidae Newton, 1891 (1828)
      - Famiglia Skeneopsidae Iredale, 1915
      - Famiglia Zerotulidae Warén & Hain, 1996

    - Superfamiglia Naticoidea Guilding, 1834
      - Famiglia Naticidae Guilding, 1834

    - Superfamiglia Pterotracheoidea Rafinesque, 1814
      - Famiglia Atlantidae Rang, 1829
      - Famiglia Carinariidae Blainville, 1818
      - Famiglia Pterotracheidae Rafinesque, 1814

    - Superfamiglia Rissooidea Gray, 1847
      - Famiglia Barleeiidae Gray, 1857
      - Famiglia Emblandidae Ponder, 1985
      - Famiglia Lironobidae Ponder, 1967
      - Famiglia Rissoidae Gray, 1847
      - Famiglia Rissoinidae Stimpson, 1865
      - Famiglia Zebinidae Coan, 1964

    - Superfamiglia Stromboidea Rafinesque, 1815
      - Famiglia Aporrhaidae Gray, 1850
      - Famiglia Rostellariidae Gabb, 1868
      - Famiglia Seraphsidae Gray, 1853
      - Famiglia Strombidae Rafinesque, 1815
      - Famiglia Struthiolariidae Gabb, 1868

    - Superfamiglia Tonnoidea Suter, 1913 (1825)
      - Famiglia Bursidae Thiele, 1925
      - Famiglia Cassidae Latreille, 1825
      - Famiglia Charoniidae Powell, 1933
      - Famiglia Cymatiidae Iredale, 1913
      - Famiglia Laubierinidae Warén & Bouchet, 1990
      - Famiglia Personidae Gray, 1854
      - Famiglia Ranellidae Gray, 1854
      - Famiglia Thalassocyonidae F. Riedel, 1995
      - Famiglia Tonnidae Suter, 1913 (1825)

    - Superfamiglia Truncatelloidea Gray, 1840
      - Famiglia Amnicolidae Tryon, 1863
      - Famiglia Anabathridae Keen, 1971
      - Famiglia Assimineidae H. Adams & A. Adams, 1856
      - Famiglia Bithyniidae Gray, 1857
      - Famiglia Bythinellidae Locard, 1893
      - Famiglia Caecidae Gray, 1850
      - Famiglia Calopiidae Ponder, 1999
      - Famiglia Clenchiellidae D.W. Taylor, 1966
      - Famiglia Cochliopidae Tryon, 1866
      - Famiglia Elachisinidae Ponder, 1985
      - Famiglia Emmericiidae Brusina, 1870
      - Famiglia Epigridae Ponder, 1985
      - Famiglia Falsicingulidae Slavoshevskaya, 1975
      - Famiglia Helicostoidae Pruvot-Fol, 1937
      - Famiglia Hydrobiidae Stimpson, 1865
      - Famiglia Hydrococcidae Thiele, 1928
      - Famiglia Iravadiidae Thiele, 1928
      - Famiglia Lithoglyphidae Tryon, 1866
      - Famiglia Moitessieriidae Bourguignat, 1863
      - Famiglia Pomatiopsidae Stimpson, 1865
      - Famiglia Spirostyliferinidae Layton, Middelfart, Tatarnic & N. G. Wilson, 2019
      - Famiglia Stenothyridae Tryon, 1866
      - Famiglia Tateidae Thiele, 1925
      - Famiglia Tomichiidae Wenz, 1938
      - Famiglia Tornidae Sacco, 1896 (1884)
      - Famiglia Truncatellidae Gray, 1840
      - Famiglia Vitrinellidae Bush, 1897

    - Superfamiglia Vanikoroidea Gray, 1840
      - Famiglia Eulimidae Philippi, 1853
      - Famiglia Haloceratidae Warén & Bouchet, 1991
      - Famiglia Hipponicidae Troschel, 1861
      - Famiglia Vanikoridae Gray, 1840

    - Superfamiglia Vermetoidea Rafinesque, 1815
      - Famiglia Vermetidae Rafinesque, 1815

    - Superfamiglia Xenophoroidea Troschel, 1852 (1840)
      - Famiglia Xenophoridae Troschel, 1852 (1840)

  - Ordine Neogastropoda
    - Superfamiglia Buccinoidea Rafinesque, 1815
      - Famiglia Belomitridae Kantor, Puillandre, Rivasseau & Bouchet, 2012
      - Famiglia Buccinidae Rafinesque, 1815
      - Famiglia Colubrariidae Dall, 1904
      - Famiglia Columbellidae Swainson, 1840
      - Famiglia Fasciolariidae Gray, 1853
      - Famiglia Melongenidae Gill, 1871 (1854)
      - Famiglia Nassariidae Iredale, 1916 (1835)
      - Famiglia Pisaniidae Gray, 1857
      - Famiglia Tudiclidae Cossmann,1901

    - Superfamiglia Conoidea J. Fleming, 1822
      - Famiglia Borsoniidae Bellardi,1875
      - Famiglia Bouchetispiridae Kantor, E. E. Strong & Puillandre, 2012,
      - Famiglia Clathurellidae H. Adams & A. Adams, 1858
      - Famiglia Clavatulidae Gray, 1853
      - Famiglia Cochlespiridae Powell, 1942
      - Famiglia Conidae J. Fleming, 1822
      - Famiglia Conorbidae de Gregorio, 1880
      - Famiglia Drilliidae Olsson, 1964
      - Famiglia Fusiturridae Abdelkrim et al., 2018
      - Famiglia Horaiclavidae Bouchet, Kantor, Sysoev & Puillandre, 2011
      - Famiglia Mangeliidae P. Fischer, 1883
      - Famiglia Marshallenidae Abdelkrim et al., 2018
      - Famiglia Mitromorphidae T.L. Casey, 1904
      - Famiglia Pseudomelatomidae J.P.E. Morrison, 1966
      - Famiglia Raphitomidae Bellardi, 1875
      - Famiglia Terebridae Mörch, 1852
      - Famiglia Turridae H. Adams & A. Adams, 1853 (1838)
      - Famiglia Conoidea incertae sedis
        - Austrotoma Finlay, 1924
        - Bathyferula Stahlschmidt, D. Lamy & Fraussen, 2012
        - Cryptomella Finlay, 1924
        - Hemipleurotoma Cossmann,1889
        - Moniliopsis Conrad, 1865
        - Parasyngenochilus Long, 1981
        - Sinistrella Meyer, 1887

    - Superfamiglia Mitroidea Swainson,1831
      - Famiglia Charitodoronidae Fedosov, Herrmann, Kantor & Bouchet, 2018
      - Famiglia Mitridae Swainson,1831
      - Famiglia Pyramimitridae Cossmann,1901

    - Superfamiglia Muricoidea Rafinesque, 1815
      - Famiglia Muricidae Rafinesque, 1815

    - Superfamiglia Olivoidea Latreille, 1825
      - Famiglia Ancillariidae Swainson, 1840
      - Famiglia Bellolividae Kantor, Fedosov, Puillandre, Bonillo & Bouchet, 2017
      - Famiglia Benthobiidae Kantor, Fedosov, Puillandre, Bonillo & Bouchet, 2017
      - Famiglia Olividae Latreille, 1825
      - Famiglia Pseudolividae de Gregorio, 1880

    - Superfamiglia Turbinelloidea Rafinesque, 1815
      - Famiglia Columbariidae Tomlin, 1928
      - Famiglia Costellariidae MacDonald, 1860
      - Famiglia Ptychatractidae Stimpson, 1865
      - Famiglia Turbinellidae Swainson,1835
      - Famiglia Volutomitridae Gray, 1854

    - Superfamiglia Volutoidea Rafinesque, 1815
      - Famiglia Cancellariidae Forbes & Hanley, 1851
      - Famiglia Cystiscidae Stimpson, 1865
      - Famiglia Granulinidae G. A. Coovert & H. K. Coovert, 1995
      - Famiglia Marginellidae J. Fleming, 1828
      - Famiglia Marginellonidae Coan, 1965
      - Famiglia Volutidae Rafinesque, 1815

  - Subterclasse Sorbeoconcha
    - Superordine Sorbeoconcha incertae sedis
      - Famiglia Globocornidae Espinosa & Ortea, 2010

  - Ordine Caenogastropoda incertae sedis
    - Famiglia Lyocyclidae Thiele, 1925
    - Superfamiglia Abyssochrysoidea Tomlin, 1927
      - Famiglia Abyssochrysidae Tomlin, 1927
      - Famiglia Provannidae Warén & Ponder, 1991

    - Superfamiglia Campaniloidea
      - Famiglia Ampullinidae Cossmann, 1919
      - Famiglia Campanilidae Douvillé, 1904
      - Famiglia Plesiotrochidae Houbrick, 1990

    - Superfamiglia Cerithioidea J. Fleming, 1822
      - Famiglia Amphimelaniidae P. Fischer & Crosse, 1891
      - Famiglia Batillariidae Thiele, 1929
      - Famiglia Cerithiidae J. Fleming, 1822
      - Famiglia Dialidae Kay, 1979
      - Famiglia Diastomatidae Cossmann, 1894
      - Famiglia Hemisinidae P. Fischer & Crosse, 1891
      - Famiglia Litiopidae Gray, 1847
      - Famiglia Melanopsidae H. Adams & A. Adams, 1854
      - Famiglia Modulidae P. Fischer, 1884
      - Famiglia Pachychilidae P. Fischer & Crosse, 1892
      - Famiglia Paludomidae Stoliczka, 1868
      - Famiglia Pelycidiidae Ponder & Hall, 1983
      - Famiglia Pickworthiidae Iredale, 1917
      - Famiglia Planaxidae Gray, 1850
      - Famiglia Pleuroceridae P. Fischer, 1885 (1863)
      - Famiglia Potamididae H. Adams & A. Adams, 1854
      - Famiglia Scaliolidae Jousseaume, 1912
      - Famiglia Semisulcospiridae J. P. E. Morrison, 1952
      - Famiglia Siliquariidae Anton, 1838
      - Famiglia Thiaridae Gill, 1871 (1823)
      - Famiglia Turritellidae Lovén, 1847
      - Famiglia Zemelanopsidae Neiber & Glaubrecht, 2019

    - Superfamiglia Epitonioidea Berry, 1910 (1812)
      - Famiglia Epitoniidae Berry, 1910 (1812)

    - Superfamiglia Triphoroidea Gray, 1847
      - Famiglia Cerithiopsidae H. Adams & A. Adams, 1853
      - Famiglia Newtoniellidae Korobkov, 1955
      - Famiglia Triphoridae Gray, 1847

- Sottoclasse Heterobranchia

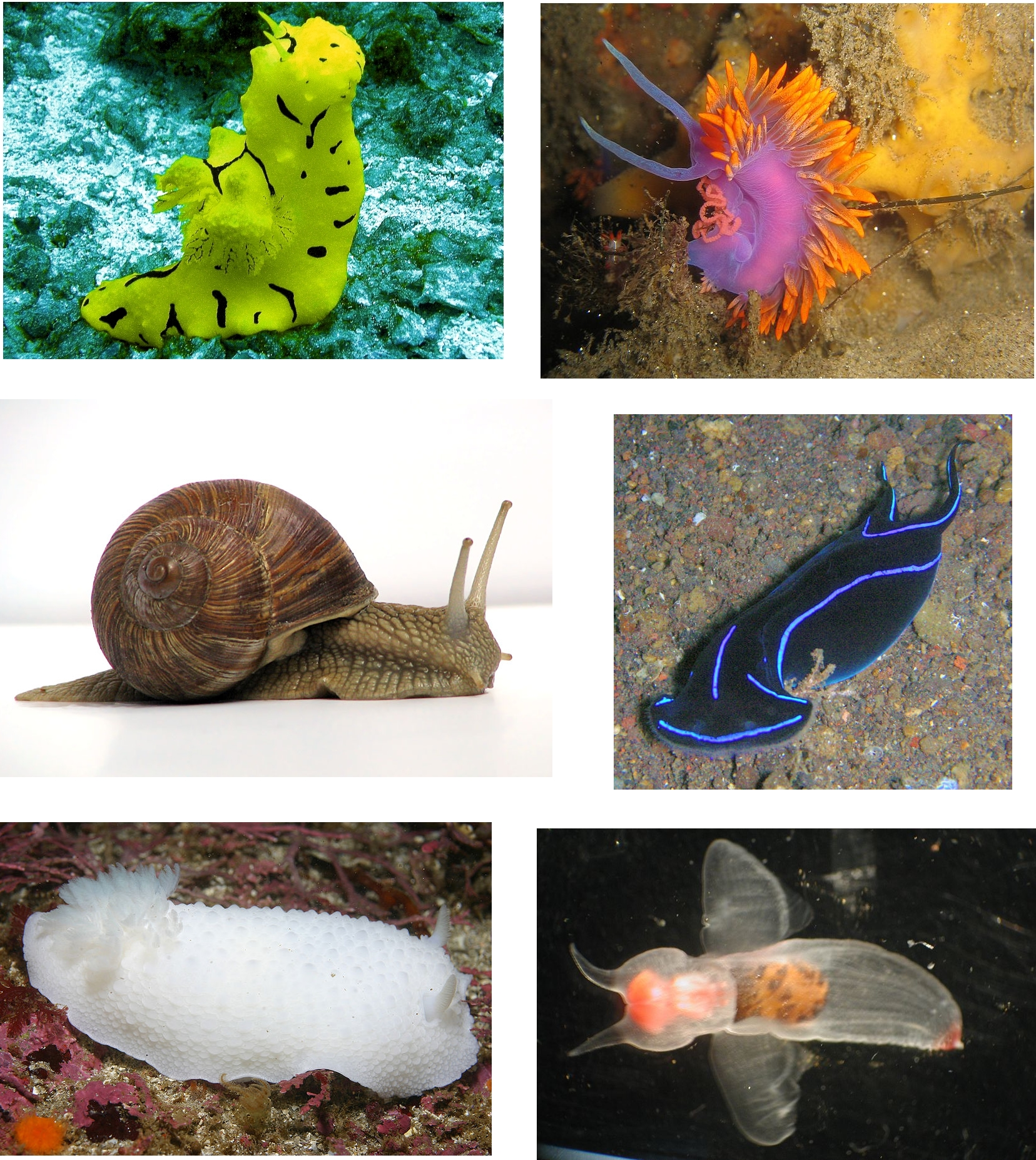
Heterobranchia spp.

  - Infraclasse Heterobranchia inferiori
    - Superfamiglia Architectonicoidea Gray, 1850
      - Famiglia Architectonicidae Gray, 1850

    - Superfamiglia Cimoidea Warén, 1993
      - Famiglia Cimidae Warén, 1993

    - Superfamiglia Mathildoidea Dall, 1889
      - Famiglia Mathildidae Dall, 1889

    - Superfamiglia Murchisonelloidea T.L. Casey, 1904
      - Famiglia Murchisonellidae T.L. Casey, 1904

    - Superfamiglia Omalogyroidea G.O. Sars, 1878
      - Famiglia Omalogyridae G.O. Sars, 1878

    - Superfamiglia Orbitestelloidea Iredale, 1917
      - Famiglia Orbitestellidae Iredale, 1917
      - Famiglia Xylodisculidae Warén, 1992

    - Superfamiglia Rhodopoidea Ihering, 1876
      - Famiglia Rhodopidae Ihering, 1876

    - Superfamiglia Valvatoidea Gray, 1840
      - Famiglia Cornirostridae Ponder, 1990
      - Famiglia Hyalogyrinidae Warén & Bouchet, 1993

  - Infraclasse Euthyneura
    - Subterclasse Acteonimorpha
      - Superfamiglia Acteonoidea d'Orbigny, 1842
        - Famiglia Acteonidae d'Orbigny, 1842
        - Famiglia Aplustridae Gray, 1847

      - Superfamiglia Rissoelloidea Gray, 1850
        - Famiglia Rissoellidae Gray, 1850

    - Subterclasse Ringipleura
      - Superordine Nudipleura
        - Ordine Nudibranchia
          - Sottordine Cladobranchia
            - Superfamiglia Aeolidioidea Gray, 1827
              - Famiglia Aeolidiidae Gray, 1827
              - Famiglia Babakinidae Roller, 1973
              - Famiglia Facelinidae Bergh, 1889
              - Famiglia Flabellinopsidae Korshunova et al., 2017
              - Famiglia Glaucidae Gray, 1827
              - Famiglia Myrrhinidae Bergh, 1905
              - Famiglia Notaeolidiidae Eliot, 1910
              - Famiglia Piseinotecidae Edmunds, 1970
              - Famiglia Pleurolidiidae Burn, 1966

            - Superfamiglia Arminoidea Iredale & O'Donoghue, 1923 (1841)
              - Famiglia Arminidae Iredale & O'Donoghue, 1923 (1841)
              - Famiglia Doridomorphidae Er. Marcus & Ev. Marcus, 1960 (1908)

            - Superfamiglia Dendronotoidea Allman, 1845
              - Famiglia Bornellidae Bergh, 1874
              - Famiglia Dendronotidae Allman, 1845
              - Famiglia Dotidae Gray, 1853
              - Famiglia Hancockiidae MacFarland, 1923
              - Famiglia Lomanotidae Bergh, 1890
              - Famiglia Scyllaeidae Alder & Hancock, 1855
              - Famiglia Tethydidae Rafinesque, 1815

            - Superfamiglia Doridoxoidea Bergh, 1899
              - Famiglia Doridoxidae Bergh, 1899

            - Superfamiglia Fionoidea Gray, 1857
              - Famiglia Abronicidae Korshunova et al., 2017
              - Famiglia Apataidae Korshunova et al., 2017
              - Famiglia Calmidae Iredale & O'Donoghue, 1923
              - Famiglia Coryphellidae Bergh, 1889
              - Famiglia Cumanotidae Odhner, 1907
              - Famiglia Cuthonellidae M. C. Miller, 1977
              - Famiglia Cuthonidae Odhner, 1934
              - Famiglia Embletoniidae Pruvot-Fol, 1954
              - Famiglia Eubranchidae Odhner, 1934
              - Famiglia Fionidae Gray, 1857
              - Famiglia Flabellinidae Bergh, 1889
              - Famiglia Murmaniidae Korshunova et al., 2017
              - Famiglia Paracoryphellidae M. C. Miller, 1971
              - Famiglia Pinufiidae Er. Marcus & Ev. Marcus, 1960
              - Famiglia Pseudovermidae Thiele, 1931
              - Famiglia Samlidae Korshunova et al., 2017
              - Famiglia Tergipedidae Bergh, 1889
              - Famiglia Trinchesiidae F. Nordsieck, 1972
              - Famiglia Unidentiidae Millen & Hermosillo, 2012
              - Famiglia Xenocratenidae Martynov et al., 2020

            - Superfamiglia Proctonotoidea Gray, 1853
              - Famiglia Curnonidae d'Udekem d'Acoz, 2017
              - Famiglia Dironidae Eliot, 1910
              - Famiglia Janolidae Pruvot-Fol, 1933
              - Famiglia Lemindidae Griffiths, 1985
              - Famiglia Madrellidae Preston, 1911
              - Famiglia Proctonotidae Gray, 1853

            - Superfamiglia Tritonioidea Lamarck, 1809
              - Famiglia Tritoniidae Lamarck, 1809

          - Sottordine Doridina
            - Infraordine Bathydoridoidei
              - Superfamiglia Bathydoridoidea Bergh, 1891
                - Famiglia Bathydorididae Bergh, 1891

            - Infraordine Doridoidei
              - Superfamiglia Chromodoridoidea Bergh, 1891
                - Famiglia Actinocyclidae O'Donoghue, 1929
                - Famiglia Cadlinellidae Odhner, 1934
                - Famiglia Cadlinidae Bergh, 1891
                - Famiglia Chromodorididae Bergh, 1891
                - Famiglia Hexabranchidae Bergh, 1891
                - Famiglia Showajidaiidae Korshunova et al., 2020

              - Superfamiglia Doridoidea Rafinesque, 1815
                - Famiglia Discodorididae Bergh, 1891
                - Famiglia Dorididae Rafinesque, 1815

              - Superfamiglia Onchidoridoidea Gray, 1827
                - Famiglia Aegiridae P. Fischer, 1883
                - Famiglia Akiodorididae Millen & Martynov, 2005
                - Famiglia Calycidorididae Roginskaya, 1972
                - Famiglia Corambidae Bergh, 1871
                - Famiglia Goniodorididae H. Adams & A. Adams, 1854
                - Famiglia Onchidorididae Gray, 1827

              - Superfamiglia Phyllidioidea Rafinesque, 1814
                - Famiglia Dendrodorididae O'Donoghue, 1924 (1864)
                - Famiglia Mandeliidae Valdés & Gosliner, 1999
                - Famiglia Phyllidiidae Rafinesque, 1814

              - Superfamiglia Polyceroidea Alder & Hancock, 1845
                - Famiglia Polyceridae Alder & Hancock, 1845

        - Ordine Pleurobranchida
          - Superfamiglia Pleurobranchoidea Gray, 1827
            - Famiglia Pleurobranchaeidae Pilsbry, 1896
            - Famiglia Pleurobranchidae Gray, 1827
            - Famiglia Quijotidae Ortea, Moro & Bacallado, 2016

      - Superordine Ringiculimorpha
        - Superfamiglia Ringiculoidea Philippi, 1853
          - Famiglia Ringiculidae Philippi, 1853

    - Subterclasse Tectipleura
      - Ordine Aplysiida
        - Superfamiglia Akeroidea Mazzarelli, 1891
          - Famiglia Akeridae Mazzarelli, 1891

        - Superfamiglia Aplysioidea Lamarck, 1809
          - Famiglia Aplysiidae Lamarck, 1809

      - Ordine Cephalaspidea
        - Superfamiglia Bulloidea Gray, 1827
          - Famiglia Bullidae Gray, 1827
          - Famiglia Retusidae Thiele, 1925
          - Famiglia Rhizoridae Dell, 1952
          - Famiglia Tornatinidae P. Fischer, 1883

        - Superfamiglia Cylichnoidea H. Adams & A. Adams, 1854
          - Famiglia Colinatydidae Oskars, Bouchet & Malaquias, 2015
          - Famiglia Cylichnidae H. Adams & A. Adams, 1854
          - Famiglia Diaphanidae Odhner, 1914 (1857)
          - Famiglia Eoscaphandridae Chaban & Kijashko, 2016
          - Famiglia Mnestiidae Oskars, Bouchet & Malaquias, 2015

        - Superfamiglia Haminoeoidea Pilsbry, 1895
          - Famiglia Haminoeidae Pilsbry, 1895

        - Superfamiglia Newnesioidea Moles, Wägele, Schrödl & Avila, 2017
          - Famiglia Newnesiidae Moles, Wägele, Schrödl & Avila, 2017

        - Superfamiglia Philinoidea Gray, 1850 (1815)
          - Famiglia Aglajidae Pilsbry, 1895 (1847)
          - Famiglia Alacuppidae Oskars, Bouchet & Malaquias, 2015
          - Famiglia Antarctophilinidae Moles, Avila & Malaquias, 2019
          - Famiglia Colpodaspididae Oskars, Bouchet & Malaquias, 2015
          - Famiglia Gastropteridae Swainson, 1840
          - Famiglia Laonidae Pruvot-Fol, 1954
          - Famiglia Philinidae Gray, 1850 (1815)
          - Famiglia Philinoglossidae Hertling, 1932
          - Famiglia Philinorbidae Oskars, Bouchet & Malaquias, 2015
          - Famiglia Scaphandridae G.O. Sars, 1878

      - Ordine Pteropoda
        - Sottordine Euthecosomata
          - Superfamiglia Cavolinioidea Gray, 1850(1815)
            - Famiglia Cavoliniidae Gray, 1850 (1815)
            - Famiglia Cliidae Jeffreys, 1869
            - Famiglia Creseidae Rampal, 1973

          - Superfamiglia Limacinoidea Gray, 1840
            - Famiglia Heliconoididae Rampal, 2019
            - Famiglia Limacinidae Gray, 1840
            - Famiglia Thieleidae Rampal, 2019

        - Sottordine Gymnosomata
          - Superfamiglia Clionoidea Rafinesque, 1815
            - Famiglia Clionidae Rafinesque, 1815
            - Famiglia Cliopsidae O.G. Costa, 1873
            - Famiglia Notobranchaeidae Pelseneer, 1886
            - Famiglia Pneumodermatidae Latreille, 1825

          - Superfamiglia Hydromyloidea Pruvot-Fol, 1942 (1862)
            - Famiglia Hydromylidae Pruvot-Fol, 1942 (1862)
            - Famiglia Laginiopsidae Pruvot-Fol, 1922

        - Sottordine Pseudothecosomata
          - Superfamiglia Cymbulioidea Gray, 1840
            - Famiglia Cymbuliidae Gray, 1840
            - Famiglia Desmopteridae Chun, 1889
            - Famiglia Peraclidae Tesch, 1913

      - Ordine Runcinida
        - Superfamiglia Runcinoidea H. Adams & A. Adams, 1854
          - Famiglia Ilbiidae Burn, 1963
          - Famiglia Runcinidae H. Adams & A. Adams, 1854

      - Ordine Umbraculida
        - Superfamiglia Umbraculoidea Dall, 1889 (1827)
          - Famiglia Tylodinidae Gray, 1847
          - Famiglia Umbraculidae Dall, 1889 (1827)

      - Superordine Acochlidiimorpha
        - Superfamiglia Acochlidioidea Küthe, 1935
          - Famiglia Acochlidiidae Küthe, 1935
          - Famiglia Aitengidae Swennen & Buatip, 2009
          - Famiglia Bathyhedylidae Neusser, Jörger, Lodde-Bensch, E. E. Strong & Schrödl, 2016
          - Famiglia Hedylopsidae Odhner, 1952
          - Famiglia Pseudunelidae Rankin, 1979
          - Famiglia Tantulidae Rankin, 1979
          - Famiglia Acochlidioidea incertae sedis
            - Genere Helicohedyle Drainas, Carlson, Jörger, Schrödl & Neusser, 2017

        - Superfamiglia Parhedyloidea Thiele, 1931
          - Famiglia Asperspinidae Rankin, 1979
          - Famiglia Parhedylidae Thiele, 1931

      - Superordine Eupulmonata
        - Ordine Ellobiida
          - Superfamiglia Ellobioidea L. Pfeiffer, 1854 (1822)
            - Famiglia Ellobiidae L. Pfeiffer, 1854 (1822)
            - Famiglia Otinidae H. Adams & A. Adams, 1855
            - Famiglia Trimusculidae J.Q. Burch, 1945 (1840)

        - Ordine Stylommatophora
          - Sottordine Achatinina
            - Superfamiglia Achatinoidea Swainson, 1840
              - Famiglia Achatinidae Swainson, 1840
              - Famiglia Aillyidae H.B. Baker, 1955
              - Famiglia Ferussaciidae Bourguignat, 1883
              - Famiglia Micractaeonidae Schileyko, 1999

            - Superfamiglia Streptaxoidea Gray, 1860
              - Famiglia Diapheridae Panha & Naggs, 2010
              - Famiglia Streptaxidae Gray, 1860

          - Sottordine Helicina
            - Infraordine Arionoidei
              - Superfamiglia Arionoidea Gray, 1840
                - Famiglia Anadenidae Pilsbry, 1948
                - Famiglia Ariolimacidae Pilsbry & Vanatta, 1898
                - Famiglia Arionidae Gray, 1840
                - Famiglia Binneyidae Cockerell, 1891
                - Famiglia Philomycidae Gray, 1847

            - Infraordine Clausilioidei
              - Superfamiglia Clausilioidea Gray, 1855
                - Famiglia Clausiliidae Gray, 1855

            - Infraordine Helicoidei
              - Superfamiglia Helicoidea Rafinesque, 1815
                - Famiglia Camaenidae Pilsbry, 1895
                - Famiglia Canariellidae Schileyko, 1991
                - Famiglia Cepolidae Ihering, 1909
                - Famiglia Elonidae E. Gittenberger, 1977
                - Famiglia Geomitridae C.R. Boettger, 1909
                - Famiglia Helicidae Rafinesque, 1815
                - Famiglia Helicodontidae Kobelt, 1904
                - Famiglia Hygromiidae Tryon, 1866
                - Famiglia Labyrinthidae Borrero, Sei, D. G. Robinson & Rosenberg, 2017
                - Famiglia Pleurodontidae Ihering, 1912
                - Famiglia Polygyridae Pilsbry, 1895
                - Famiglia Sphincterochilidae Zilch, 1960 (1886)
                - Famiglia Thysanophoridae Pilsbry, 1926
                - Famiglia Trichodiscinidae H. Nordsieck, 1987
                - Famiglia Trissexodontidae H. Nordsieck, 1987
                - Famiglia Xanthonychidae Strebel & Pfeffer, 1879

              - Superfamiglia Sagdoidea Pilsbry, 1895
                - Famiglia Sagdidae Pilsbry, 1895
                - Famiglia Solaropsidae H. Nordsieck, 1986
                - Famiglia Zachrysiidae D.G. Robinson, Sei & Rosenberg, 2017

            - Infraordine Limacoidei
              - Superfamiglia Gastrodontoidea Tryon, 1866
                - Famiglia Gastrodontidae Tryon, 1866
                - Famiglia Oxychilidae Hesse, 1927 (1879)
                - Famiglia Pristilomatidae Cockerell, 1891

              - Superfamiglia Helicarionoidea Bourguignat, 1877
                - Famiglia Ariophantidae Godwin-Austen, 1883
                - Famiglia Helicarionidae Bourguignat, 1877
                - Famiglia Urocyclidae Simroth, 1889

              - Superfamiglia Limacoidea Lamarck, 1801
                - Famiglia Agriolimacidae H. Wagner, 1935
                - Famiglia Boettgerillidae Wiktor & I.M. Likharev, 1979
                - Famiglia Limacidae Lamarck, 1801
                - Famiglia Vitrinidae Fitzinger, 1833

              - Superfamiglia Parmacelloidea P. Fischer, 1856 (1855)
                - Famiglia Milacidae Ellis, 1926
                - Famiglia Parmacellidae P. Fischer, 1856 (1855)
                - Famiglia Trigonochlamydidae Hesse, 1882

              - Superfamiglia Trochomorphoidea Möllendorff, 1890
                - Famiglia Chronidae Thiele, 1931
                - Famiglia Dyakiidae Gude & B. B. Woodward, 1921
                - Famiglia Euconulidae H.B. Baker, 1928
                - Famiglia Staffordiidae Thiele, 1931
                - Famiglia Trochomorphidae Möllendorff, 1890

              - Superfamiglia Zonitoidea Mörch, 1864
                - Famiglia Zonitidae Mörch, 1864

            - Infraordine Oleacinoidei
              - Superfamiglia Haplotrematoidea H. B. Baker, 1925
                - Famiglia Haplotrematidae H. B. Baker, 1925

              - Superfamiglia Oleacinoidea H. Adams & A. Adams, 1855
                - Famiglia Oleacinidae H. Adams & A. Adams, 1855
                - Famiglia Spiraxidae H. B. Baker, 1939

            - Infraordine Orthalicoidei
              - Superfamiglia Orthalicoidea Martens, 1860
                - Famiglia Amphibulimidae P. Fischer, 1873
                - Famiglia Bothriembryontidae Iredale, 1937
                - Famiglia Bulimulidae Tryon, 1867
                - Famiglia Megaspiridae Pilsbry, 1904
                - Famiglia Odontostomidae Pilsbry & Vanatta, 1898
                - Famiglia Orthalicidae Martens, 1860
                - Famiglia Simpulopsidae Schileyko, 1999

            - Infraordine Pupilloidei
              - Superfamiglia Pupilloidea W. Turton, 1831
                - Famiglia Achatinellidae Gulick, 1873
                - Famiglia Agardhiellidae Harl & Páll-Gergely, 2017
                - Famiglia Amastridae Pilsbry, 1910
                - Famiglia Argnidae Hudec, 1965
                - Famiglia Azecidae H. Watson, 1920
                - Famiglia Cerastidae Wenz, 1923
                - Famiglia Chondrinidae Steenberg, 1925
                - Famiglia Cochlicopidae Pilsbry, 1900 (1879)
                - Famiglia Draparnaudiidae Solem, 1962
                - Famiglia Enidae B. B. Woodward, 1903 (1880)
                - Famiglia Fauxulidae Harl & Páll-Gergely, 2017
                - Famiglia Gastrocoptidae Pilsbry, 1918
                - Famiglia Lauriidae Steenberg, 1925
                - Famiglia Odontocycladidae Hausdorf, 1996
                - Famiglia Orculidae Pilsbry, 1918
                - Famiglia Pagodulinidae Pilsbry, 1924
                - Famiglia Partulidae Pilsbry, 1900
                - Famiglia Pleurodiscidae Wenz, 1923
                - Famiglia Pupillidae W. Turton, 1831
                - Famiglia Pyramidulidae Kennard & B. B. Woodward, 1914
                - Famiglia Spelaeoconchidae A. J. Wagner, 1928
                - Famiglia Spelaeodiscidae Steenberg, 1925
                - Famiglia Strobilopsidae Wenz, 1915
                - Famiglia Truncatellinidae Steenberg, 1925
                - Famiglia Valloniidae Morse, 1864
                - Famiglia Vertiginidae Fitzinger, 1833

            - Infraordine Rhytidoidei
              - Superfamiglia Rhytidoidea Pilsbry, 1893
                - Famiglia Acavidae Pilsbry, 1895
                - Famiglia Caryodidae Connolly, 1915
                - Famiglia Clavatoridae Thiele, 1926
                - Famiglia Dorcasiidae Connolly, 1915
                - Famiglia Macrocyclidae Thiele, 1926
                - Famiglia Megomphicidae H. B. Baker, 1930
                - Famiglia Rhytididae Pilsbry, 1893
                - Famiglia Strophocheilidae Pilsbry, 1902

            - Infraordine Succineoidei
              - Superfamiglia Athoracophoroidea P. Fischer, 1883 (1860)
                - Famiglia Athoracophoridae P. Fischer, 1883 (1860)

              - Superfamiglia Succineoidea Beck, 1837
                - Famiglia Succineidae Beck, 1837

            - Infraordine Helicina incertae sedis
              - Superfamiglia Coelociontoidea Iredale, 1937
                - Famiglia Coelociontidae Iredale, 1937

              - Superfamiglia Papillodermatoidea Wiktor, R. Martin & Castillejo, 1990
                - Famiglia Papillodermatidae Wiktor, R. Martin & Castillejo, 1990

              - Superfamiglia Plectopyloidea Möllendorff, 1898
                - Famiglia Corillidae Pilsbry, 1905
                - Famiglia Plectopylidae Möllendorff, 1898
                - Famiglia Sculptariidae Degner, 1923

              - Superfamiglia Punctoidea Morse, 1864
                - Famiglia Charopidae Hutton, 1884
                - Famiglia Cystopeltidae Cockerell, 1891
                - Famiglia Discidae Thiele, 1931 (1866)
                - Famiglia Endodontidae Pilsbry, 1895
                - Famiglia Helicodiscidae Pilsbry, 1927
                - Famiglia Oopeltidae Cockerell, 1891
                - Famiglia Oreohelicidae Pilsbry, 1939
                - Famiglia Punctidae Morse, 1864

              - Superfamiglia Testacelloidea Gray, 1840
                - Famiglia Testacellidae Gray, 1840

              - Superfamiglia Urocoptoidea Pilsbry, 1898 (1868)
                - Famiglia Cerionidae Pilsbry, 1901
                - Famiglia Epirobiidae F.G. Thompson, 2012
                - Famiglia Eucalodiidae P. Fischer & Crosse, 1873
                - Famiglia Holospiridae Pilsbry, 1946
                - Famiglia Urocoptidae Pilsbry, 1898 (1868)

          - Sottordine Scolodontina
            - Superfamiglia Scolodontoidea H. B. Baker, 1925
              - Famiglia Scolodontidae H. B. Baker, 1925

        - Ordine Systellommatophora
          - Superfamiglia Onchidioidea Rafinesque, 1815
            - Famiglia Onchidiidae Rafinesque, 1815

          - Superfamiglia Veronicelloidea Gray, 1840
            - Famiglia Rathouisiidae Heude, 1885
            - Famiglia Veronicellidae Gray, 1840

      - Superordine Hygrophila
        - Superfamiglia Chilinoidea Dall, 1870
          - Famiglia Chilinidae Dall, 1870
          - Famiglia Latiidae Hutton, 1882

        - Superfamiglia Lymnaeoidea Rafinesque, 1815
          - Famiglia Acroloxidae Thiele, 1931
          - Famiglia Bulinidae P. Fischer & Crosse, 1880
          - Famiglia Burnupiidae Albrecht, 2017
          - Famiglia Lymnaeidae Rafinesque, 1815
          - Famiglia Physidae Fitzinger, 1833
          - Famiglia Planorbidae Rafinesque, 1815

      - Superordine Pylopulmonata
        - Superfamiglia Amphiboloidea Gray, 1840
          - Famiglia Amphibolidae Gray, 1840
          - Famiglia Maningrididae Golding, Ponder & Byrne, 2007

        - Superfamiglia Glacidorboidea Ponder, 1986
          - Famiglia Glacidorbidae Ponder, 1986

        - Superfamiglia Pyramidelloidea Gray, 1840
          - Famiglia Amathinidae Ponder, 1987
          - Famiglia Pyramidellidae Gray, 1840
          - Famiglia Pyramidelloidea incertae sedis
            - Genere Microthyca A. Adams, 1863

      - Superordine Sacoglossa
        - Superfamiglia Oxynooidea Stoliczka, 1868 (1847)
          - Famiglia Cylindrobullidae Thiele, 1931
          - Famiglia Juliidae E. A. Smith, 1885
          - Famiglia Oxynoidae Stoliczka, 1868 (1847)
          - Famiglia Volvatellidae Pilsbry, 1895

        - Superfamiglia Plakobranchoidea Gray, 1840
          - Famiglia Costasiellidae K. B. Clark, 1984
          - Famiglia Hermaeidae H. Adams & A. Adams, 1854
          - Famiglia Limapontiidae Gray, 1847
          - Famiglia Plakobranchidae Gray, 1840

        - Superfamiglia Platyhedyloidea Salvini-Plawen, 1973
          - Famiglia Platyhedylidae Salvini-Plawen, 1973

      - Superordine Siphonarimorpha
        - Ordine Siphonariida
          - Superfamiglia Siphonarioidea Gray, 1827
            - Famiglia Siphonariidae Gray, 1827

    - Superordine Euthyneura incertae sedis
      - Famiglia Tjaernoeiidae Warén, 1991

  - Infraclasse Heterobranchia incertae sedis
    - Ordine Architectibranchia